# Histoire de Thessalonique
Vous lisez un « article de qualité » labellisé en 2010.

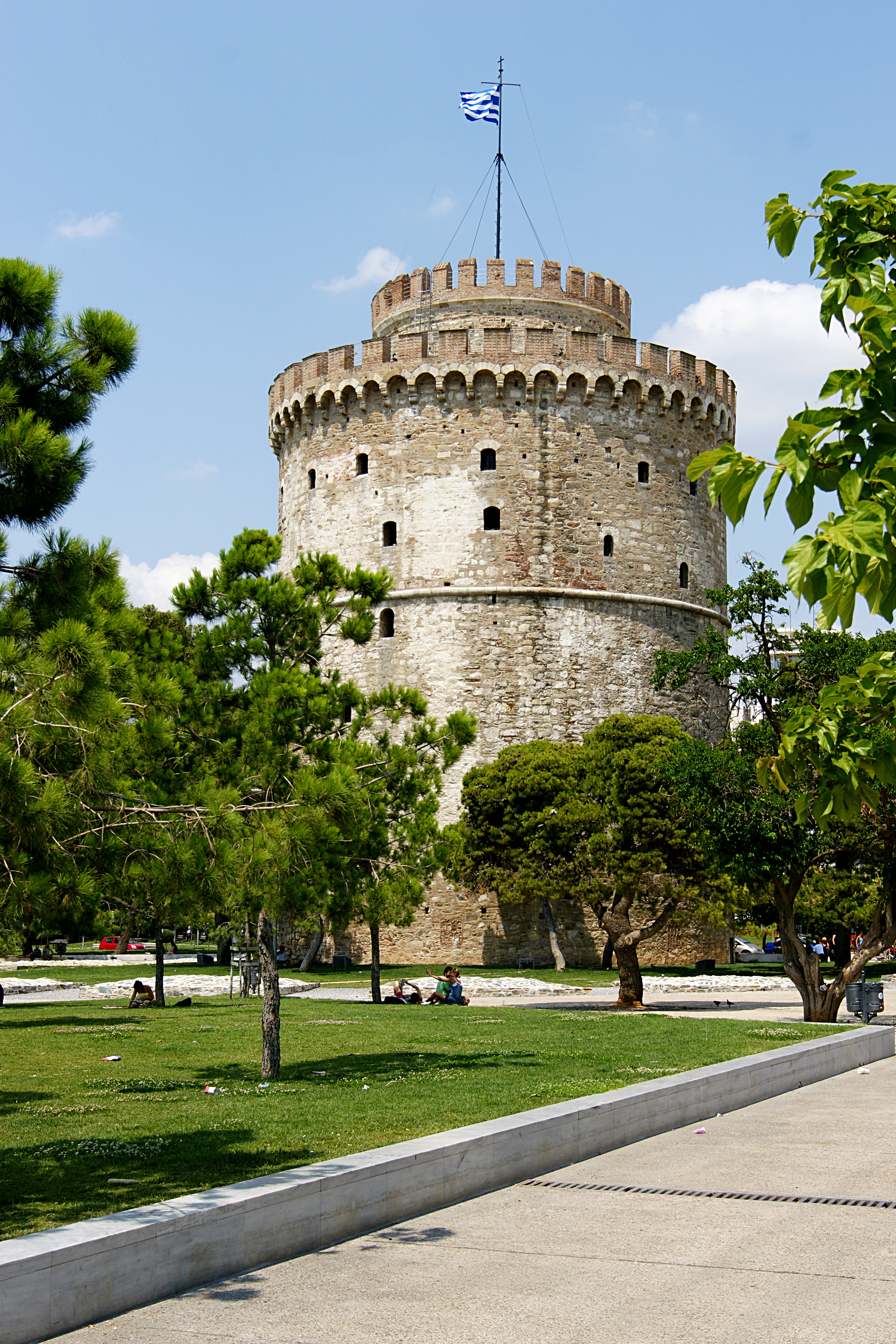
La Tour blanche, un des symboles de Thessalonique.

Thessalonique ou parfois Salonique (en grec moderne et ancien Θεσσαλονίκη, en ladino סלוניקה, en valaque Sãruna, en bulgare Sólun et en turc Selânik) est la deuxième ville de Grèce (319 000 habitants en 2021), chef-lieu du nome du même nom, située au fond du golfe Thermaïque et de la périphérie (région) de Macédoine centrale.
Elle est fondée par un synœcisme organisé par Cassandre de Macédoine en 315 av. J.-C., qui la baptise en l'honneur de sa femme, Thessalonikè, fille de Philippe II de Macédoine. Grâce à sa localisation au croisement d'axes de communication, Thessalonique devient rapidement un centre commercial important. Son développement continue pendant la domination romaine, malgré le sac de la ville après la défaite de Persée de Macédoine à Pydna. Thessalonique profite de la création de la via Egnatia, la grande route transbalkanique méridionale. Une communauté cosmopolite de marchands s’y installe, faite de Juifs, d’Italiens et de Romains.
À la fin du IIIe siècle, l'empereur Galère y élit domicile et y construit un palais et de nombreux édifices publics. Dans sa lutte contre la chrétienté, il fait de saint Dimitri un martyr qui est devenu le saint patron et protecteur de la ville. Par l’édit de Thessalonique (28 février 380), l'empereur Théodose Ier déclare obligatoire la foi en la divinité du Père, du Fils et du Saint Esprit et proscrit l'arianisme. Pendant les premiers siècles de l'Empire byzantin la ville, capitale d'un thème, continue son essor économique. Sa foire, les Demetria qui se tiennent en octobre, est une des plus importantes des Balkans. La ville s'enrichit de nombreux monuments et d'imposantes églises. À partir de la fin du VIe siècle Thessalonique subit plusieurs attaques. Elle est prise par les Sarrasins en 904 puis par les Normands en 1185. À la suite de la quatrième croisade, Boniface Ier de Montferrat fonde le royaume de Thessalonique (1204), un État latin que le despotat d'Épire reprend dès 1224 avant une conquête par les Paléologue en 1246. À la fin du XIVe siècle et au début du XVe siècle, Grecs et Ottomans se disputent la possession de la ville, assiégée à plusieurs reprises. Après avoir été protégée par Venise de 1423 à 1430, elle est alors définitivement prise par les Ottomans de Murad II.
En 1492, à la suite de l'expulsion des Juifs d'Espagne, Salonique, qui n'avait jusqu'alors abrité qu'une petite communauté juive, devient le centre mondial du judaïsme séfarade au point d'être surnommée la « Jérusalem des Balkans » et la « madre de Israël ». Au début du XVe siècle, on y compte 4 855 feux : 2 645 feux juifs, 1 229 feux musulmans et 981 feux chrétiens. Au XVIIIe siècle, Salonique reste le débouché naturel des Balkans : toutes les productions de la région transitent par son port. Le commerce de la ville est alors passé pratiquement intégralement dans les mains des Occidentaux qui ont commencé à s'y installer à la fin du XVIIe siècle. On peut voir là un des premiers signes du déclin de l'Empire ottoman.
Salonique, au début du XXe siècle, est une ville multiethnique : elle compte autour de 120 000 habitants, dont 80 000 Juifs, 15 000 Turcs et 15 000 Grecs, 5 000 Bulgares et 5 000 Occidentaux. Elle est une des plus grandes et plus modernes villes de l'Empire ottoman et un de ses plus grands ports. Salonique est aussi devenue un important centre de bouillonnement politique. Ainsi, le Comité ottoman de la Liberté, qui joue un rôle important dans la direction du mouvement des Jeunes-Turcs, y voit le jour en août 1906. Conquise par la Grèce en novembre 1912, durant la première guerre balkanique, de nombreux Turcs la quittent. Les églises byzantines, transformées en mosquées par les Ottomans, redeviennent alors des lieux de cultes chrétiens.
Au début de la Première Guerre mondiale, la Grèce, pays neutre, traverse une grave crise politique entre partisans de la Triple-Entente et de la Triplice. Une partie des troupes évacuées des Dardanelles à l'automne 1915 est autorisée par Elefthérios Venizélos, le Premier ministre favorable à l'Entente, à s'installer à Thessalonique en vue de porter secours à la Serbie. En 1916, un total de 400 000 soldats français, britanniques et serbes sont présents dans la ville. La présence alliée joue un rôle politique décisif : chassé du poste de Premier ministre, Venizélos quitte Athènes et rejoint Thessalonique le 26 septembre 1916. Un « Gouvernement de défense nationale » y est organisé et Thessalonique devient capitale d'une région en révolte. Après l'« abdication » de Constantin Ier en juin 1917, Venizélos retourne à Athènes et Thessalonique perd son statut de capitale de la Grèce.
En août 1917, tout le centre de la ville est ravagé par un incendie catastrophique. 9 500 bâtiments sont détruits, laissant 70 000 personnes sans abri. La reconstruction de la ville permet une complète restructuration de son plan et de son organisation spatiale.
Lors de l'occupation de la Grèce durant la Seconde Guerre mondiale, les Allemands installent leur quartier général à Thessalonique. Les Juifs de Salonique sont alors la principale communauté séfarade touchée par la Shoah et on estime que 98 % de la communauté a été exterminée.
Après la Seconde Guerre mondiale et le début de la guerre froide, la ville connaît des difficultés. Le rideau de fer la coupe de son hinterland : toutes les routes commerciales qui avaient fait sa fortune sont interrompues. Dans les années 1950, la ville connaît une nouvelle transformation urbanistique, principalement dans la partie basse. La Foire Internationale de Thessalonique, héritière des foires de la Saint-Dimitri du Moyen Âge, est aujourd'hui le plus grand centre d'exposition de la Grèce et fait avant tout de Thessalonique un centre d'affaires et de commerce, plutôt qu'une destination touristique.

Plan de la vieille ville de Thessalonique avec les monuments des époques romaine, byzantine et ottomane.

## Macédoine antique

### Fondation de Thessalonique
Thessalonique est fondée en 315 av. J.-C. par Cassandre de Macédoine, qui la baptise ainsi en l'honneur de sa femme, Thessalonikè, demi-sœur d'Alexandre le Grand, fille de Philippe II de Macédoine et de sa cinquième femme, Nikèsipolis, princesse thessalienne épousée en 353 av. J.-C. Son nom est issu de la contraction des mots Θεσσαλών (« Thessaliens ») et νίκη (« victoire »), en commémoration de la victoire des Macédoniens sur les habitants de Phocide avec l'aide des Thessaliens survenue le jour de la naissance de la fille de Philippe, probablement en 342 av. J.-C. Le nom est attesté sous deux formes à l’orthographe légèrement différente : Θεσσαλονίκεια (Thessaloníkeia) est la forme adjective attendue normalement pour un nom de ville formé sur le nom de personne Θεσσαλονίκη, comme Κασσάνδρεια (Kassándreia, Cassandréia) sur Cassandre, ou Ἀλεξάνδρεια (Alexándreia, Alexandrie) sur Alexandre, et figure chez Strabon. Mais c’est une autre forme, identique au nom personnel, Θεσσαλονίκη (Thessaloníke) qui s’impose rapidement et définitivement. On trouve néanmoins d’autres orthographes à l’époque hellénistique, sur les inscriptions, Θετταλονίκης (Thettaloníkes), et à l’époque romaine, Θεσσαλονείκη (Thessaloneíke) et Θεσσαλονικέων [πόλις] (Thessalonikéon, sous-entendu « (cité des) Thessaloniciens »).
La Mygdonie, à laquelle appartient le territoire de la cité de Thessalonique, fait partie des régions conquises par Philippe II, d’abord réunies dans un gouvernorat général des « Nouvelles terres », administrativement distinct du territoire originel du royaume de Macédoine. Il est possible que cette région ait connu, dès le règne de Philippe II, une forme de colonisation macédonienne : l’onomastique attestée par l’épigraphie comporte en effet une forte composante macédonienne dès le troisième quart du IVe siècle av. J.-C., notamment à Aineia et à Toumba, peut-être le site de Therma. La distribution par Philippe et ses successeurs de domaines à leurs lieutenants dans ces territoires est une pratique bien attestée qui contribue également à modifier l’occupation de la région. Mais c’est bien la fondation par Cassandre de Thessalonique comme une cité véritablement macédonienne — par ses institutions et son peuplement — qui réalise l’intégration au territoire national macédonien de cette partie de la Mygdonie, au nord-ouest de la péninsule de Chalcidique. Il est ainsi possible de voir cette fondation, au même titre que son mariage avec Thessalonikè, à la lumière des efforts de Cassandre pour s’imposer comme le successeur d’Alexandre le Grand, dans le cadre général de la compétition entre diadoques, pour se concilier la bonne volonté des Macédoniens et acquérir une légitimité supplémentaire en s’associant le plus étroitement possible à la dynastie argéade. Du côté des Thessaloniciens, le lien symbolique avec la famille royale argéade est un motif de fierté et continue par la suite d’être célébré par la ville, comme l’atteste une base de statue honorifique d’époque romaine portant l’inscription ΘΕΣΣΑΛΟΝΙΚΗΝ ΦΙΛΙΠΠΟΥ ΒΑΣΙΛΙΣΣΑΝ (« Thessalonikè, fille de Philippe, reine »), appartenant à un groupe statuaire comprenant également Alexandre le Grand et son fils Alexandre IV.

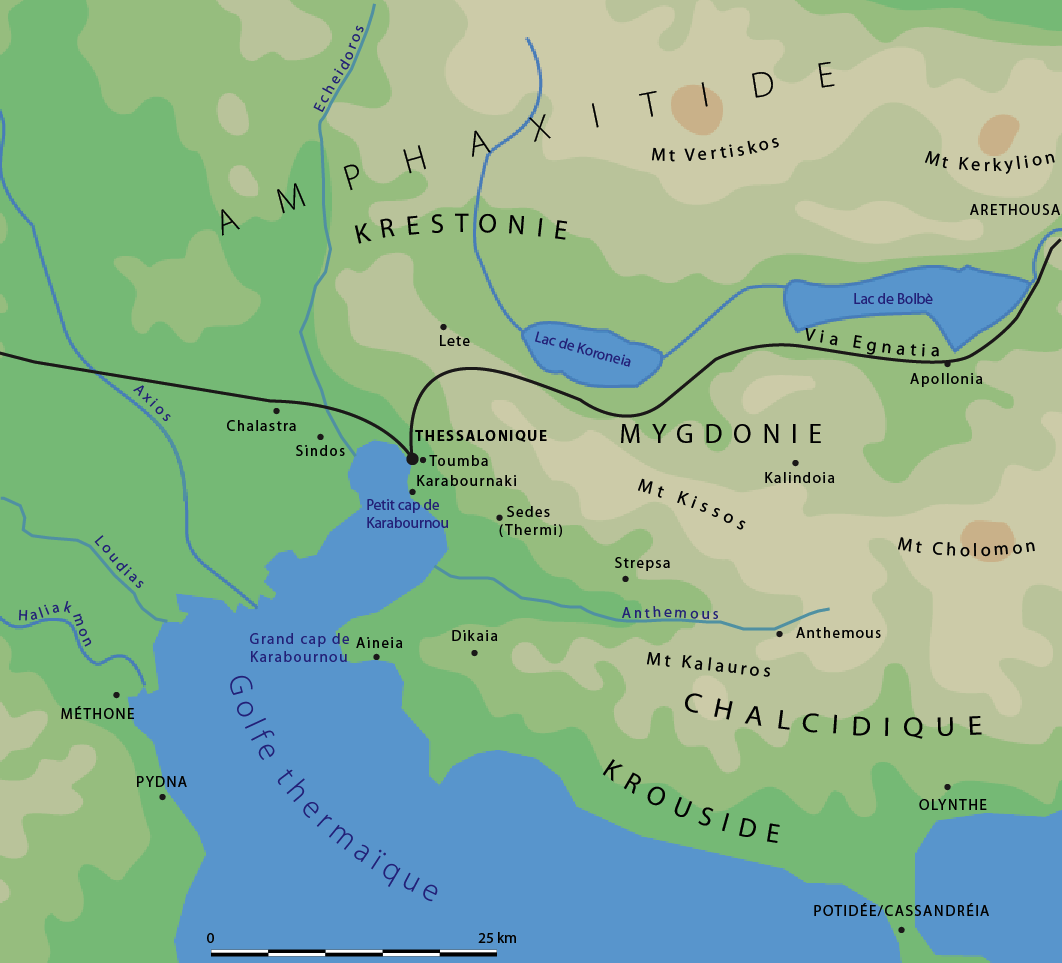
Région de Thessalonique dans l'Antiquité

Deux auteurs antiques traitent de la fondation même par Cassandre : Strabon et Denys d’Halicarnasse. Le premier, au livre VII de sa Géographie, donne deux versions —21 E et 24 Epit en fait deux fragments d’un abréviateur — en partie contradictoire, du moins en apparence, de l’opération. Le premier fragment dit en effet que Cassandre « ayant détruit les bourgades (polismata) de Krouside et du golfe thermaïque, au nombre approximatif de vingt-six, les regroupa en une seule. Parmi celles qui furent réunies, se trouvaient Apollonia, Chalastra, Therma, Garèskos, Aineia et Kissos ». Le second fragment affirme qu’« après le fleuve Axios se trouve la cité de Thessalonique, qui s’appelait auparavant Thermè (…) C’était une fondation de Cassandre (…) Il y transféra les habitants des bourgades avoisinantes, telle Chalastra, Aineia, Kissos et d’autres encore ». La première différence entre les deux citations de Strabon provient du verbe employé pour désigner la réunion des cités dans la nouvelle fondation, καθελών dans le premier cas, ce qui peut impliquer littéralement une destruction, et μετῴκισε dans le second, qui évoque un transfert des habitants. Or les deux verbes sont utilisés conjointement par la seconde source antique à évoquer la fondation, Denys d’Halicarnasse, qui écrit à propos d’Aineia : « Celle-ci perdura jusqu’à la domination des Macédoniens, qui se produisit sous les successeurs d’Alexandre. Sous le règne de Cassandre, elle fut abolie, lorsque la cité de Thessalonique fut fondée, et les Ainéates furent transférés dans la nouvelle fondation avec beaucoup d’autres ». Il faut donc comprendre le premier verbe comme signifiant non une destruction physique des établissements mais une réduction de leur statut civique : des fouilles archéologiques ont confirmé l’existence continue jusqu’au premier siècle ap. J.-C. de certaines de ces bourgades.
La fondation de Thessalonique s’apparente à un synœcisme avec l’incorporation de vingt-six bourgades de statuts variés : les cités grecques d’Aineia, Dikaia, celles de l’arrière-pays du golfe Thermaïque jusqu’à Kalindoia à l’est, avec Rhamioi, Paraipioi, Eugeis Kisseitai, Osbaioi, Prasilioi, peut-être Ardrolioi, Therma, Ole, Altos, Perdylos, Gareskos, Nibas, et à l’ouest du golfe Sindos et Chalastra. Ces polismata, selon le terme employé par Strabon, qui n’en nomme lui-même que six, deviennent des kômai de la grande métropole.
La seconde difficulté soulevée par les deux extraits de l’épitomé de Strabon est plus sérieuse, et n’a pas encore été définitivement résolue : elle concerne les rapports entre Thessalonique et Thermè, et la localisation de cette dernière. L’absence de vestiges importants d’époque préhellénistique sur le site de la ville de Thessalonique même a en effet longtemps paru constituer un obstacle insurmontable à la stricte identité entre les deux sites, puisqu’il ressort du texte de Strabon que la fondation eut lieu sur une agglomération préexistante. Quatre solutions topographiques principales ont été proposées : l’étymologie du nom Thermè a d’abord suggéré de chercher un site de sources thermales, ce qui a conduit à l’identification de la ville avec Sédhès (aujourd’hui Thermi), à 12,5 km au sud-est de Thessalonique. Mais le site ne convient pas à l’existence du port qui dut jouer un rôle important dans la sélection : que Thermè était bien un port est confirmé par ailleurs à la fois par le nom du golfe Thermaïque et par le fait que Xerxès l’utilisa comme base navale. Une seconde hypothèse identifie Thermè à des établissements de l’âge du fer sur la côte nord du cap Mikro Karabournou, au sud de Thessalonique. Le port aurait alors été situé à Kalamaria. Une troisième théorie propose de situer Thermè au grand tell de la Toumba dans la banlieue est de Thessalonique : les fouilles récentes ont montré l’importance et la richesse de cet établissement, dont le port serait alors à chercher à Karabournaki, à une distance de 1,5 km du tell sur la côte. Enfin, des découvertes archéologiques dans le centre de Thessalonique ont relancé l’hypothèse d’une continuité topographique directe avec Thermè : des fragments de décor architectural — notamment des chapiteaux ioniques — appartenant à un temple de la fin de l’époque archaïque, de très grande qualité, pourraient indiquer la présence de l’agglomération prémacédonienne vainement recherchée. Ils ont cependant été retrouvés en remploi dans un édifice d’époque romaine, et il n’est pas exclu que ces blocs aient été acheminés depuis un autre site éloigné plutôt qu'ils aient été récupérés sur place. La question de la localisation de Thermè reste donc ouverte.

### Le cadre urbain hellénistique
Indépendamment de la question du site qui l’a précédée, la localisation de Thessalonique s’est rapidement révélée particulièrement judicieuse : en tête du golfe Thermaïque, et sur le piémont du Chortiatis (le massif antique du Kissos), la ville bénéficie d’une situation stratégique remarquable. Elle allie les avantages d’une position défensive naturelle et les facilités de communication et d’expansion de la plaine côtière, qui lui donne un accès rapide à son hinterland, à l’est comme à l’ouest, vers la vallée de l’Axios. Cette dernière constitue l’axe majeur de pénétration nord-sud de cette partie des Balkans : Thessalonique devient donc rapidement un centre commercial important, mieux placé que la capitale macédonienne Pella pour profiter de l’élargissement considérable des horizons commerciaux qui accompagne la conquête macédonienne de l’Orient.

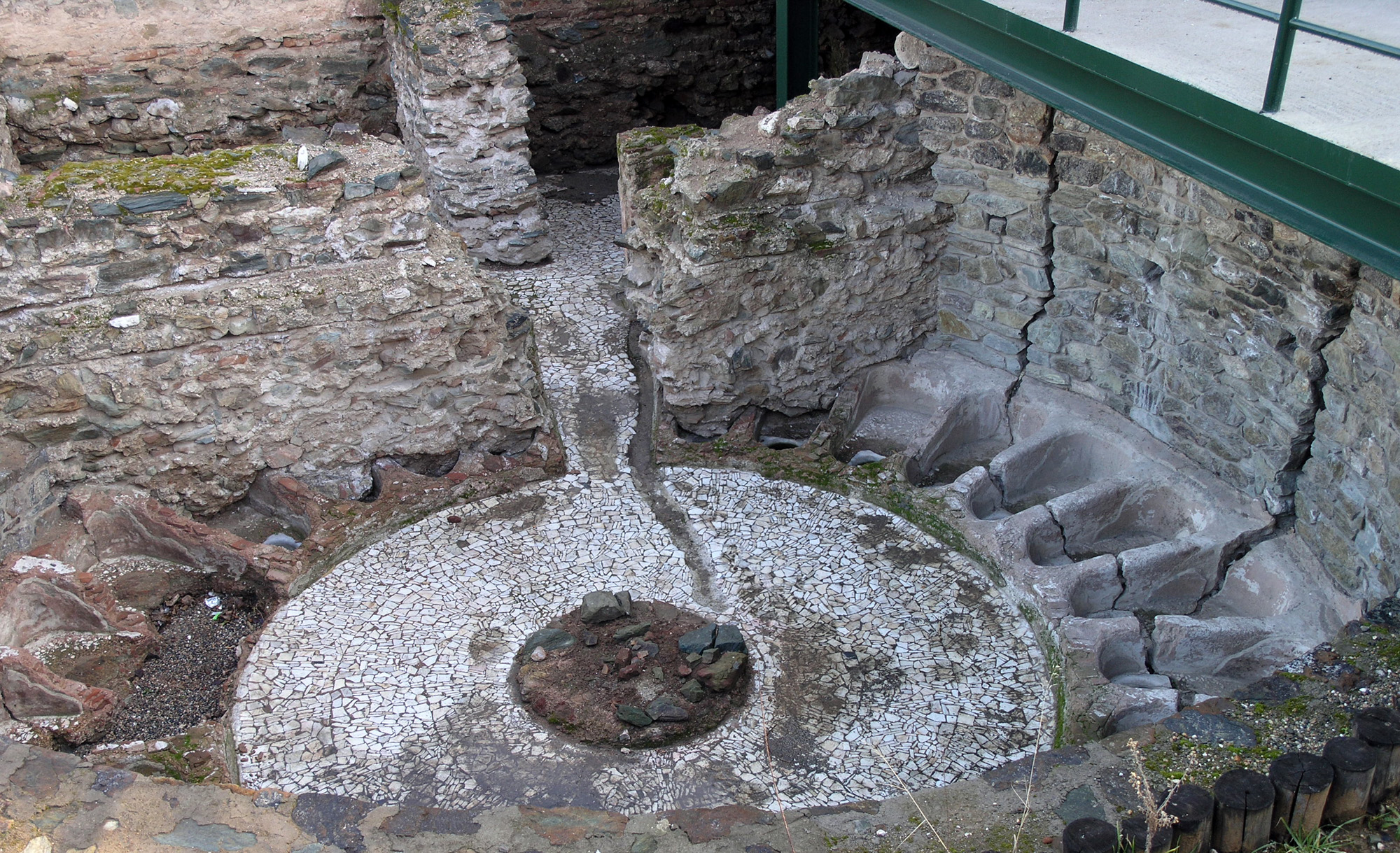
Lakonikon des bains hellénistiques de Thessalonique, l'un des rares édifices connus de cette période.

Avant de devenir la ville la plus peuplée de Macédoine, d'après le témoignage de Strabon, cette « ville très populeuse » (urbs celeberrima) selon Tite-Live, la « mère de toute la Macédoine » selon le mot du poète Antipatros, connaît plusieurs étapes de développement urbain.

#### La question de l’aire urbaine hellénistique
Le plan et la taille de la ville de Cassandre ont longtemps fait l’objet d’un débat entre archéologues, opposant les tenants d’une fondation déterminant dès l’origine les grands traits du circuit défensif complet, tel qu’il est encore en grande partie visible aujourd’hui, et ceux d’une création plus modeste : le faible nombre de structures datables de la haute époque hellénistique ne permettait pas de trancher la question. Selon la thèse traditionnelle, le rempart romain et byzantin reprendrait pour l’essentiel le tracé de l’enceinte hellénistique, et ne l’aurait modifié que ponctuellement pour agrandir l’aire urbaine, notamment vers le nord-ouest avec la création d’une nouvelle acropole, et surtout vers le sud : la ligne du rivage a en effet été considérablement modifiée depuis la fondation de la ville, et le port hellénistique était situé très en retrait de la côte actuelle. L’aire urbaine romaine mesurant environ 300 ha, la soustraction de cette bande côtière et du quartier nord-ouest permet, dans cette hypothèse, d’estimer la surface de la ville de Cassandre à 200 ha environ, dont la moitié serait carroyée. Cette superficie placerait Thessalonique dans la norme des grandes fondations urbaines macédoniennes : si les petites villes sont comprises entre 40 et 90 ha (Dion comptait 40 ha, Olynthe 52 ha, Philippes 67 ha, Béroia 90 ha), les plus grandes sont bien dans le même ordre de grandeur : la capitale royale Pella compte 250 ha, Démétrias un peu moins avec 230 ha, et les grandes fondations de Syrie séleucide sont du même ordre (220 ha à Laodicée sur mer, 230 ha à Apamée).
L’identification en 1989, dans le secteur de la Tour du Trigônion au nord-est de l’enceinte, d’une section de près de 30 m de long du rempart hellénistique dans les défenses d’époque romaine a permis de faire progresser la recherche : il s’agit d’un mur en énormes blocs de schiste verdâtre, la même pierre que le substrat rocheux des fondations, assemblés à joints vifs, sans mortier, dans un appareil en carreaux et boutisses caractéristique de l’époque hellénistique. Or des tronçons de murs similaires ont également été identifiés en 1996 dans les fondations de la basilique Saint-Démétrius, puis plus tard le long de la rue Saint-Démétrius près de l’hôpital G. Gennimatas. Ces nouveaux vestiges comportent une tour et sont donc attribués avec quasi-certitude au rempart hellénistique : la courtine sud de ce dernier suivait donc grossièrement le tracé de la rue Saint-Démétrius, tandis que les remparts est et ouest au sud ne sont d’origine hellénistique que jusqu’à la hauteur de cette rue.
La fortification de Cassandre était par conséquent limitée à la partie haute de la ville actuelle (voir ci-contre le premier schéma du développement urbain), et comprenait une surface estimée à 60 ha. Elle comprenait une acropole, un réduit fortifié d’environ 3 ha, situé sur son point culminant, dans l’angle nord-est de la ville : il ne s’agit pas de l’acropole actuelle qui remonte à l’époque byzantine. En dehors des remparts se développent dès le début de l’époque hellénistique des sanctuaires, à l’ouest, et un stade, probablement le long du rempart sud, en contrebas de l’actuelle basilique Saint-Démétrius. À une époque indéterminée, à la fin du IIIe ou du IIe siècle av. J.-C., en raison du développement urbain, le stade est ensuite transféré plus au sud, sous la rue contemporaine Apellou, où il a été identifié dans des sondages au début des années 1990. C’est également à l’extérieur de l’enceinte de Cassandre que se retrouve l’emplacement du centre civique d’époque romaine, le forum et ses dépendances : il est donc peu probable qu’il ait succédé topographiquement à l’agora de la ville macédonienne, comme on l’a longtemps cru, car on attendrait cette dernière plutôt à l’intérieur de l’enceinte. Les fouilles archéologiques du forum ont confirmé cette remise en cause en montrant que la zone du forum était utilisée à la fin du IIIe siècle av. J.-C. pour l’extraction de l’argile, puis au milieu du IIe siècle av. J.-C. par des constructions privées : on n’y a pas trouvé trace de monuments civiques antérieurs à la fin du Ier siècle ap. J.-C.

#### La trame urbaine hellénistique

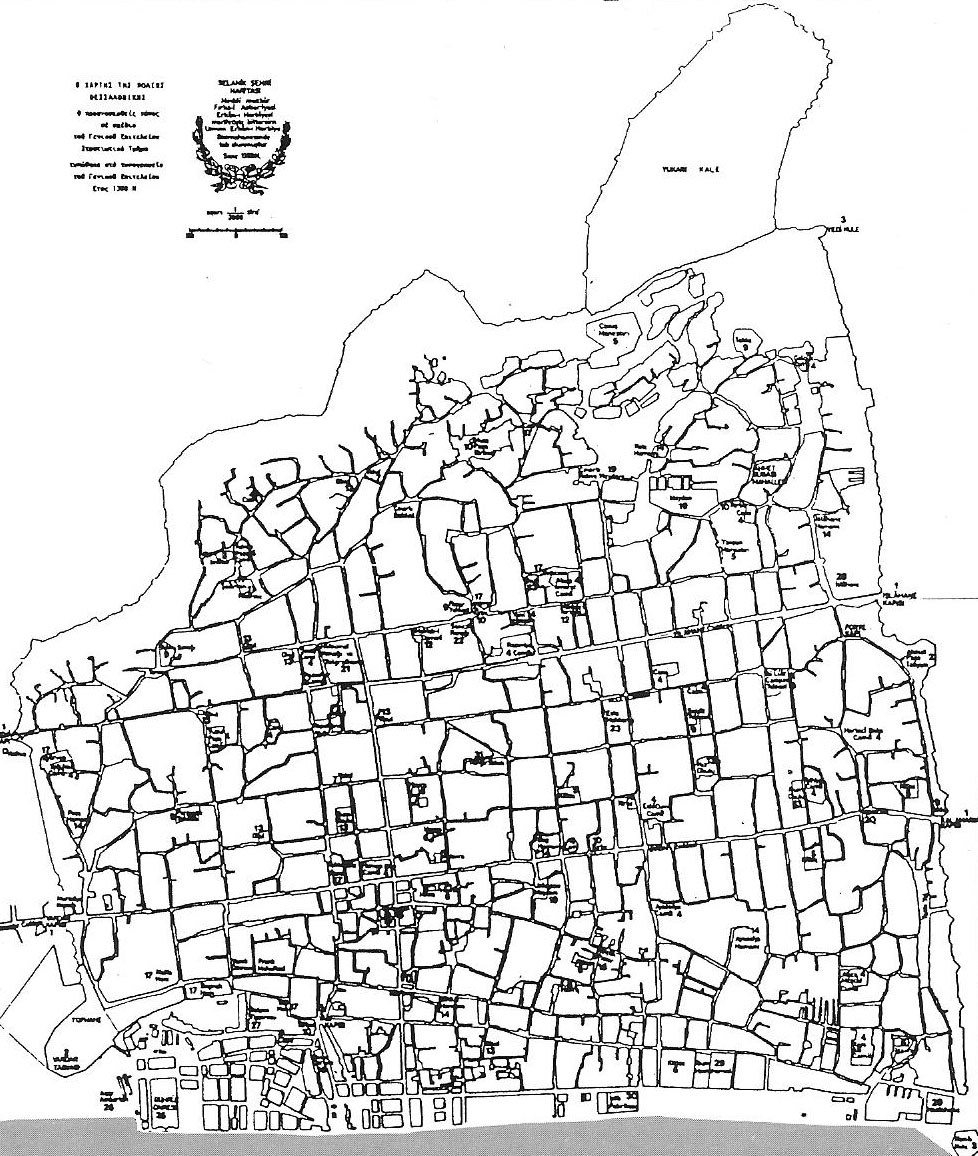
Plan de Thessalonique en 1882-1883 montrant le réseau des rues conservant les orientations de la trame urbaine hellénistique.

La ville connaît une croissance rapide lors de ses deux premiers siècles d’existence et l’espace laissé libre par Cassandre entre le rempart et la côte s’urbanise progressivement (voir le second schéma ci-contre). C’est peut-être sous le règne de Philippe V de Macédoine qu’est mise en place la planification systématique de l’extension urbaine.

#### Les monuments de la ville hellénistique
Il reste peu de monuments de cette ville hellénistique : les fouilles de la place Diikitiriou ont mis au jour un grand édifice du IIIe siècle av. J.-C. dans lequel on a proposé de voir un bâtiment public, peut-être une résidence royale macédonienne. La cour macédonienne maintenait en effet des relations étroites avec la ville et les rois eux-mêmes étaient amenés à y résider fréquemment. À l’autre extrémité de la ville moderne (au sud-est), rue Grégoire-Palamas, près de la place Navarinou, la découverte d’une grande stoa hellénistique a été mise en relation avec le port et l’agora marchande qui devait l’avoisiner. Plus généralement, les fouilles du complexe palatial de Galère ont révélé une occupation antérieure d’époque hellénistique, un quartier artisanal peut-être lié à la proximité du premier port de la ville.
Parmi les seuls monuments hellénistiques clairement identifiés figurent l’ensemble des sanctuaires égyptiens : ils témoignent de l’influence orientale qui touche la religion macédonienne de façon croissante, en retour de l’hellénisation de l’Orient. Le culte d’Osiris et des principales divinités égyptiennes Sarapis, Isis et Anubis, est probablement introduit à Thessalonique par des marchands macédoniens fréquentant le port d’Alexandrie à la fin du IVe ou au début du IIIe siècle av. J.-C. Les édifices du sanctuaire fouillés rue Diikitiriou après l’incendie de 1917 sont certes d’époque romaine, mais l’origine hellénistique de ce culte à Thessalonique est bien attestée par le matériel découvert et notamment par l’importante inscription du Sarapeion.
Une partie d’un établissement de bains du IIe ou Ier siècle av. J.-C.. a été mise au jour sous les constructions de l’angle sud-est du forum romain : il s’agit précisément du laconicum ou pyriaterion du bain, c’est-à-dire l’étuve où se prenaient les bains de vapeur dans vingt-cinq petits bassins individuels, bien conservés (voir photo ci-contre). Cette pièce, à l’origine surmontée d’une voûte, fut détruite lors de la construction du forum vers 78. Elle appartenait à un complexe balnéaire plus étendu, qui lui-même était probablement associé à un gymnase et au premier stade de la ville, dont on a vu qu’il se trouvait peut-être dans le voisinage immédiat : si on n’a pas retrouvé de vestiges attribuables à un gymnase, l’une des inscriptions mentionnant un gymnasiarque, datée entre 95 et 86 av. J.-C., provient des environs de Saint-Démétrius, un peu plus au nord. On a proposé que les thermes romains fouillés sous la basilique Saint-Démétrius aient succédé à cet ensemble bains-gymnase.
Les nécropoles hellénistiques ont été partiellement localisées et explorées à l’est et à l’ouest le long des routes au sortir de la ville : une série de tombes monumentales macédoniennes a été dégagée dans le quartier de Néapolis, dans les faubourgs actuels de Charilaou et Phinikia. Le cimetière le plus important dès cette époque, qui continua d’être utilisé pendant toute l’histoire de la ville, se trouvait à l’est des remparts, à l’emplacement actuel de la Foire internationale. Ces différentes nécropoles ont fourni une abondante épigraphie funéraire macédonienne. D’autres monuments de la ville hellénistique sont connus uniquement par les sources littéraires, sans que l’archéologie ait jusqu’à présent permis de les localiser ou d’en confirmer l’existence : Tite-Live mentionne l’ordre donné par le dernier roi macédonien, Persée de brûler les navalia, c'est-à-dire les chantiers navals, avant que Thessalonique ne tombe aux mains des Romains. Diodore de Sicile fait allusion à une grande cour à portiques dans son récit de la révolte d’Andriscus.

### Institutions de Thessalonique

Premières phase de développement urbain de Thessalonique depuis la fondation jusqu'à la seconde moitié du

Thessalonique est dotée, probablement dès sa fondation, d’institutions civiques complexes, inspirées des cités grecques, et assez mal connues. Leur originalité vient de ce qu’elles combinent à la fois des institutions civiques propres à des cités autonomes et d’autres qui témoignent de son appartenance à une entité politique supérieure, le royaume de Macédoine. À ce titre, les documents officiels sont datés d’après l’année de règne et c’est le calendrier macédonien qui est en usage. Le corps civique est divisé en tribus et en dèmes, nommés à partir de dieux et héros, si on en juge par les exemples attestés (Antigonis, Dionysias et Asklepias pour les tribus, Boukephalaia et Kekropis pour les dèmes), comme c’est le cas pour d’autres cités telles que Cassandréia ou Hérakleia Lynkou. Il se réunit en assemblée plénière (ekklesia) qui vote à main levée les lois et décrets débattus devant le principal corps délibératif qu’est le conseil (la boulè), une assemblée restreinte qui détient en réalité l’essentiel du pouvoir législatif. L’initiative des lois, comme la gestion administrative de la ville, est assurée par un corps de magistrats, répartis en plusieurs collèges.
Le magistrat le plus important est l’épistate (on trouve aussi un hypépistate) : on a longtemps considéré qu’il s’agissait d’un fonctionnaire royal, désigné pour servir de représentant personnel du roi dans la cité et appliquer ses directives. Un réexamen des documents épigraphiques et de nouvelles découvertes ont permis de conclure que c’est en réalité une magistrature annuelle éponyme, très probablement élective. À la fin de l’époque hellénistique, cette magistrature est remplacée par celle des politarques, au nombre de deux à l’époque royale, puis de cinq à l’époque romaine : ce sont alors les magistrats éponymes de la cité, élus annuellement par l’assemblée. On ne connaît pas de prêtrise éponyme à Thessalonique, bien que cette institution soit fréquente dans les autres cités macédoniennes (Amphipolis, Kalindoia, Miéza par exemple). L’épistate est secondé par cinq dikastai, qui apparaissent dans deux des plus importantes inscriptions pour l’étude des institutions civiques de Thessalonique : le diagramma de Philippe V concernant les finances du sanctuaire de Sérapis en 186 av. J.-C. et le décret de la cité pour Admètos Bokrou vers 240-230 av. J.-C. Les autres collèges de magistrats attestés sont ceux des agoranomes et des tamiai (trésoriers).
On y trouve aussi probablement un gymnasiarque, et une organisation d'encadrement de la jeunesse (les néoi), de type éphébique, similaire à celles qui sont bien connues dans d'autres cités macédoniennes, à Amphipolis et Béroia particulièrement.
Thessalonique possède aussi des institutions en rapport avec son rôle de capitale administrative d’un des quatre districts (mérides) du royaume de Macédoine, selon l’hypothèse qui fait remonter ce découpage, clairement attesté au moment de la conquête romaine, à l’époque de Philippe II : elle est la première cité de la seconde méris, l’Amphaxitide, qui s’étend de la rive orientale de l’Axios à la rive occidentale du Strymon. L’existence d’un monnayage propre à cette entité administrative, bien attesté à la fin de l’époque antigonide, suppose une autonomie financière, l’existence d’un atelier de frappe monétaire et d’un trésor, ainsi que des institutions politiques particulières : une assemblée consultative, celle des Macédoniens de la région — par opposition à l’assemblée de la cité — et un magistrat éponyme, le stratégos. La première fonction du district est de servir de base territoriale de recrutement pour l’armée macédonienne.

## Époque romaine

### Capitale de la secondeméris
Le 22 juin 168 av. J.-C., le consul romain Lucius Aemilius Paullus Macedonicus défait Persée de Macédoine à Pydna lors de la troisième guerre de Macédoine. Persée se replie vers l’est, et ordonne l’incendie de la flotte macédonienne pour empêcher sa capture par les Romains : elle mouillait dans le port de Thessalonique, en dehors des fortifications de la ville qui ne s’étendaient pas encore jusqu’à la mer. Deux jours plus tard, les troupes romaines pénètrent dans Thessalonique et la mettent à sac, ainsi que d’autres cités macédoniennes, pendant plusieurs jours. Persée fait peu après sa reddition à Samothrace où il s’est réfugié. Le sort de la Macédoine est réglé l’année suivante, en 167 av. J.-C., par Lucius Aemilius Paullus, qui procède à l’abolition de la royauté pour éviter qu’elle ne puisse constituer de nouveau une menace pour Rome. Le territoire macédonien est divisé en quatre districts autonomes (mérides) chacun pourvu de leur capitale : contrairement à ce qui a souvent été soutenu par l’historiographie, ces districts administratifs sont simplement ceux qui existaient antérieurement à la conquête romaine. L’innovation consiste donc uniquement, avec quelques retouches des frontières, en l’abolition du pouvoir central. Dans ce nouveau système politique, Thessalonique garde son rôle antérieur de capitale du second district, la région de l’Amphaxitide, à la différence qu’il s’agit désormais d’un État jouissant d’une certaine autonomie, sous tutelle romaine. La présence continue après 168 à Thessalonique d’un monnayage d’argent (des tétradrachmes) frappé de l’inscription ΜΑΚΕΔΟΝΩΝ ΔΕΥΤΕΡΑΣ (Makedonôn Deuteras [Meridos], i.e. « du second [district] des Macédoniens ») est le principal témoignage de la brève existence de cette organisation : deux décennies plus tard, ces États sont en effet réduits en province romaine à la suite de la rébellion d’Andriskos. Cet aventurier, qui se proclame roi à Pella, est rapidement vaincu en 148 av. J.-C. par Quintus Cæcilius Metellus, ce qui entraîne un nouveau pillage de la Macédoine par les troupes romaines.

### Capitale de la province de Macédoine
Des témoignages épigraphiques paraissent indiquer que Thessalonique refusa de reconnaître Andriskos, et honora son vainqueur, Metellus, en lui édifiant un monument le décrivant comme le sauveur et bienfaiteur de la cité. Une inscription d’Olynthe, due à un citoyen de Thessalonique, Damon fils de Nikanor, célèbre ainsi la faveur que lui a montrée le général romain, ainsi qu’à sa cité natale. Dans la nouvelle province romaine, Thessalonique est une cité sujette au tribut (civitas tributaria), et très vraisemblablement le siège des autorités romaines. Le changement de statut politique est symbolisé par l’adoption, dans la cité comme dans la province tout entière, d’un nouveau système de datation, l’ère provinciale de Macédoine, qui commence à l’automne 148 av. J.-C. : il reste en usage jusqu’au IIIe siècle ap. J.-C..

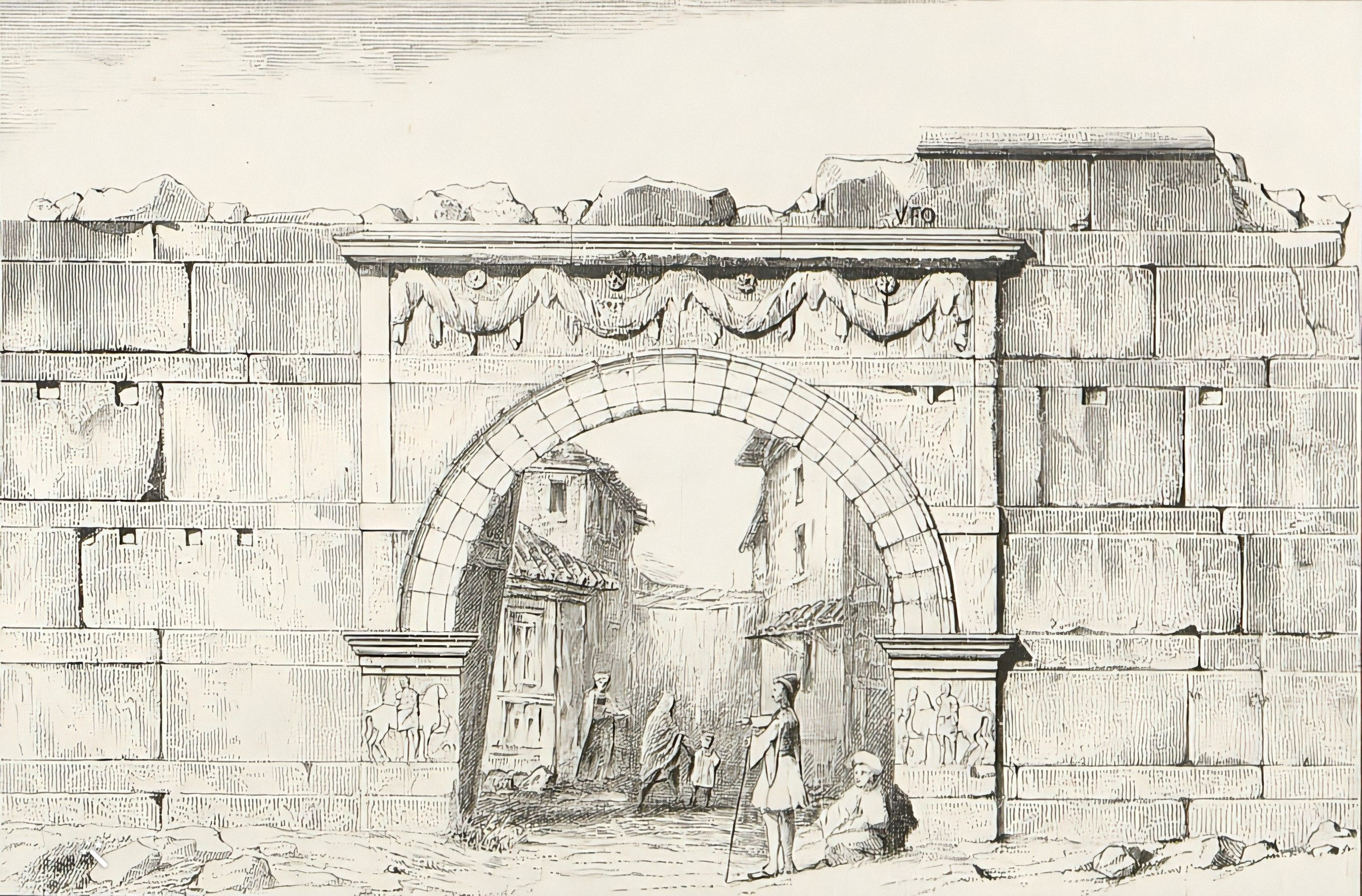
Porte d’Or, arc de triomphe en l’honneur des triumvirs, incorporé plus tard dans le rempart de la cité, tel qu’il était visible jusqu’en 1911 (gravure H. Daumet).

Le développement de la ville ne souffre donc pas du passage sous la domination romaine : elle profite au contraire de la création de la via Egnatia, la grande route transbalkanique méridionale qui relie Dyrrachium sur la côte de l’Épire à Byzance sur la mer de Marmara. Construite entre 146 et 120 av. J.-C. à l’instigation du proconsul Gaius Egnatius, gouverneur de la province, cette route stratégique qui reprend en partie le tracé de la « Route royale » macédonienne, passe immédiatement à l’ouest des remparts de Thessalonique. Elle contribue au développement de Thessalonique comme ville commerciale, qui bénéficie également de son port et de sa situation à l’extrémité du principal axe transversal reliant le Danube à la mer Égée. Une communauté cosmopolite de marchands s’y installe, faite de juifs, d’Italiens et de Romains : les negotiatores deviennent rapidement suffisamment nombreux au Ier siècle av. J.-C. pour s’organiser en conventus civium Romanorum, une institution attestée épigraphiquement à l’époque d’Auguste. Cette population immigrée paraît se fondre aisément dans la population locale et s’helléniser, à en juger par la rareté des inscriptions latines. La composante romaine de la population de la ville comprend alors, outre ces negotiatores, les magistrats et fonctionnaires des bureaux provinciaux, et les soldats de la garde du gouverneur. Un témoignage important sur Thessalonique à cette époque est celui de l’orateur Cicéron qui y réside sept mois en exil, en 58 av. J.-C. : les nombreuses lettres à sa famille et à son ami Atticus qu’il rédige pendant cette période contiennent quelques indications sur la ville, comme le fait que ses remparts soient en ruine.
La Grèce et la Macédoine servant de champ de bataille aux guerres civiles de la fin de la République, Thessalonique s’en trouve nécessairement affectée. En 49 av. J.-C., Pompée abandonne l’Italie à César pour la Grèce et réside avec une partie du sénat et deux consuls à Thessalonique. Le toponyme local Κάμπος (Kámpos), hellénisation probable de Campus, que l’on trouve chez le chroniqueur byzantin Jean Caméniate, pourrait peut-être remonter à cette époque, et faire référence au campement de l’armée pompéienne sous les murs de Thessalonique. Après la bataille de Pharsale en août 48 av. J.-C., la cité honore le vainqueur Jules César en lui accordant des honneurs divins et en établissant son culte : un monnayage commémoratif est frappé à son effigie et une inscription indique l’érection d’un temple en son honneur.
La guerre civile opposant peu après le second triumvirat aux assassins de César, Brutus et Cassius, revêt une importance particulière pour la cité : selon les récits d’Appien et de Plutarque, Thessalonique reste fidèle à la mémoire de César, et refuse en effet son aide à Brutus, qui aurait promis en retour de la laisser piller par ses soldats : la victoire d’Octavien et de Marc-Antoine à Philippes en octobre 42 av. J.-C. en décide autrement. Ils récompensent la cité de sa fidélité en lui accordant le statut de « cité libre » (civitas libera). Cette promotion est célébrée par des émissions monétaires portant en légende la mention de la liberté des Thessaloniciens, et par l’institution de jeux commémoratifs. La victoire elle-même est l’occasion de l’érection d’un arc de triomphe à l’une des entrées ouest principales de la ville : cette porte monumentale, le plus ancien monument romain de Thessalonique, est connue sous le nom de Porte d’Or. Bien qu’elle fût détruite en 1911 à l’occasion de l’aménagement de la place du Vardar, son aspect peut être restitué grâce aux gravures des voyageurs contemporains (voir ci-contre),. Il s’agit d’un arc de marbre à une seule baie, construit en appareil pseudo-isodome, et décoré de guirlandes et de bucrânes. Au sommet de chaque pilier se trouvait un relief sculpté représentant deux hommes et leurs chevaux, probablement Octavien et Marc Antoine, les vainqueurs de Brutus. Il est possible qu’une inscription du musée de Thessalonique, dédiée aux dieux sauveurs, s’y rapporte. L’épigraphie atteste aussi de l’institution à cette époque d’une ère d’Antoine, dont l’usage fut nécessairement de courte durée. Le culte de Rome et des évergètes romains apparaîtrait également à cette période.

### Thessalonique à l’époque impériale
Le statut de cité libre confère deux privilèges essentiels à Thessalonique, le retrait de la garnison romaine et l’exemption de taxes envers le trésor romain. Il n’empêche pas qu’elle continue d’être le siège de l’administration provinciale, même si juridiquement la cité est désormais en dehors du cadre provincial. De 27 15 av. J.-C. puis à partir de 44 apr. J.-C., la Macédoine est une province sénatoriale, et à ce titre c’est un proconsul (ou éventuellement un propréteur) qui réside à Thessalonique. La cité garde naturellement ses propres institutions politiques, héritées de l’époque hellénistique. La magistrature suprême, les politarques, voit simplement son caractère collégial renforcé, puisque le nombre de ces magistrats passe de deux sous la République, à cinq sous Auguste puis six au IIe siècle. De façon plus inattendue, ce n’est pas Thessalonique mais la cité plus modeste de Béroia qui hérite de l’honneur d’être le siège du koinon des Macédoniens, c’est-à-dire de la fédération des cités macédoniennes chargée notamment de l’organisation du culte impérial. Cette singularité, puisque le plus fréquemment c’est la cité la plus importante de la région qui obtient cet honneur, ne paraît pas liée au statut de cité libre de Thessalonique. Il reste en réalité presque certain qu’elle n’appartient pas au koinon macédonien durant les deux premiers siècles de l’Empire : le premier macédoniarque thessalonicien attesté date de 219. De surcroît, il s’ensuit une rivalité civique intense entre Thessalonique et Béroia, la première convoitant le titre de métropole de Macédoine dont jouit la seconde en tant que siège du koinon.
Comme beaucoup de cités de l’Empire encore au IIIe siècle, Thessalonique pétitionne en effet l’empereur pour obtenir des titres honorifiques : elle obtient sous Gordien III (238-244) l’honneur de la néocorie (privilège de veiller sur le temple des Augustes et sur la célébration de leur culte) puis sous Dèce (249-251) les titres de colonie (honoraire) et métropole, peut-être en récompense pour son rôle dans la guerre contre les Goths. L’obtention du titre de métropole par Thessalonique marque la généralisation de cette dignité. Lorsque le culte impérial perd en importance par la suite, Thessalonique est la seule qui garde le titre de métropole en tant que capitale provinciale, aux dépens de Béroia.

## Antiquité tardive

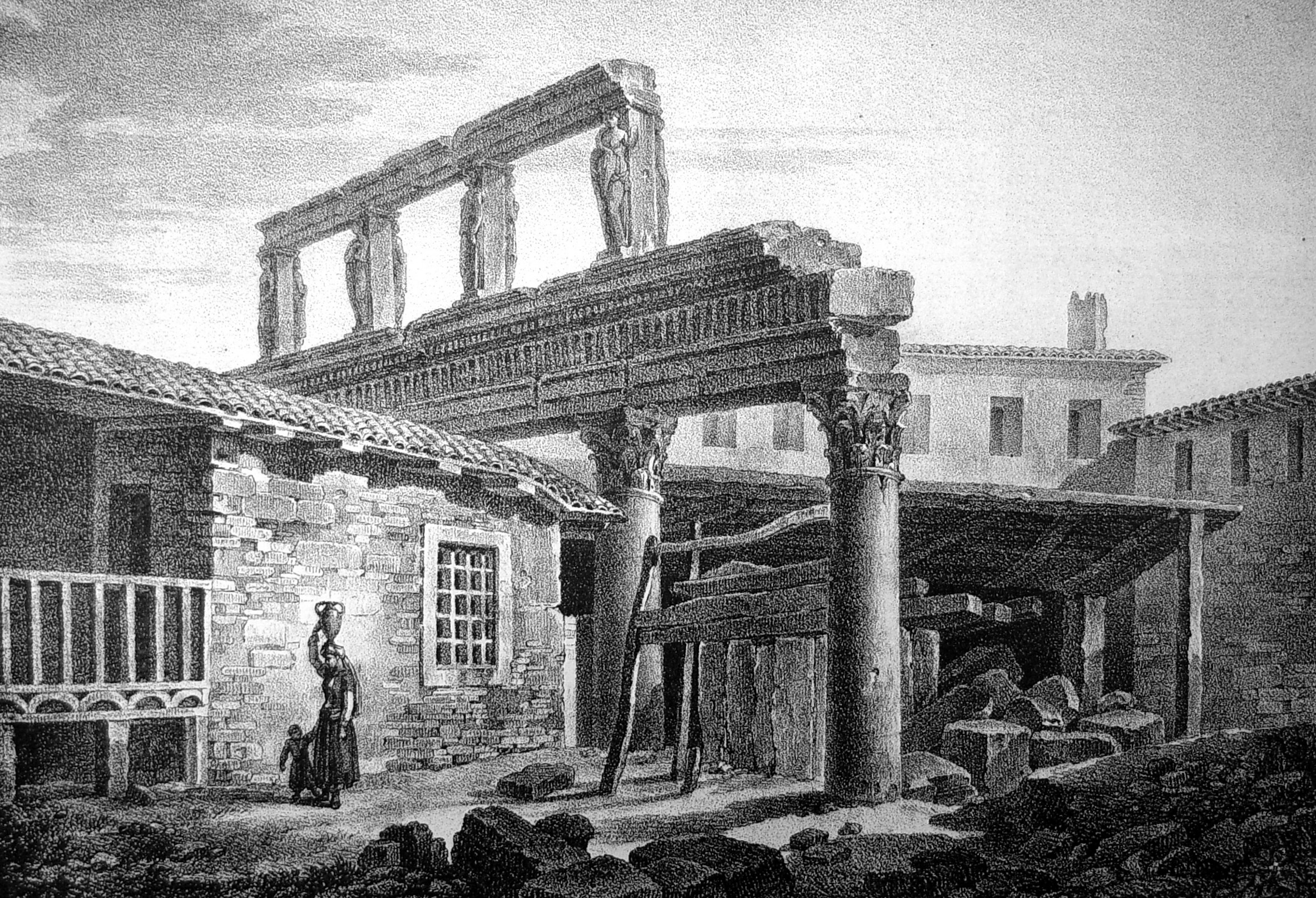
« Las Incantadas », portique à caryatides et atlantes sur le côté sud du forum romain. Gravure de 1831 (Voyage dans la Macédoine, Esprit-Marie Cousinéry. Les sculptures sont aujourd'hui au musée du Louvre.

Phases romaine tardive, paléochrétienne et byzantine de développement urbain de Thessalonique.

L'empereur Galère choisit d'y élire domicile et se lance dans la construction de son palais et de nombreux édifices publics. Dans sa lutte contre la chrétienté, il fait de saint Dimitri un martyr qui est devenu le saint patron et protecteur de la ville. Constantin Ier entame en 322 la construction des fortifications et du port artificiel qui continue le développement économique de la ville. Par L'Édit de Thessalonique (28 février 380), l'empereur Théodose Ier déclare obligatoire la foi en la divinité de Père, du Fils et du Saint Esprit enseignée par l'évêque Damase de Rome et l'évêque Pierre d'Alexandrie. L'arianisme est désormais proscrit dans l'Empire. Le concile œcuménique de Constantinople (381) consacre ensuite le triomphe de l'orthodoxie sur l'arianisme. Quiconque offre un sacrifice, adore une idole, ou entre dans un temple doit être dénoncé. Il est ensuite condamné à mort et ses biens confisqués au profit du dénonciateur. Tous les temples sont rasés et convertis en églises.
Cependant la fondation de Constantinople, et la concentration du pouvoir politique et religieux qui en découlent, ôte à Thessalonique le rôle central qu'elle pouvait espérer grâce à sa situation géographique. En 390, la population se révolte contre l'impôt et tue le gouverneur ainsi que plusieurs magistrats. L'empereur chrétien Théodose Ier fait alors massacrer autour de 7 000 personnes qu'il avait fait rassembler dans l'hippodrome. Ce massacre (connu sous le nom de « massacre de Thessalonique ») soulève l'indignation de l'Église. Saint Ambroise, l'évêque de Milan menace immédiatement Théodose Ier d'excommunication et l'invite à faire pénitence. Quand Théodose Ier se présente pour entrer dans la cathédrale de Milan, l'évêque déclare devant le peuple réuni qu'il ne peut laisser entrer dans l'église un homme souillé de tant de meurtres. Théodose accepte la pénitence publique et reste pendant huit jours à la porte de l'église. Fait sans précédent dans l'histoire de l'Empire, Théodose Ier marque ainsi la soumission du pouvoir temporel au pouvoir spirituel. Ceci annonce l'emprise théocratique de l'Église qui devient effective dès 395, à la mort de Théodose Ier, avec l'apparition de l'Empire romain d'Orient.
À partir du siècle suivant, Thessalonique devient la capitale de la préfecture de l'Illyricum, vaste circonscription de l'Empire qui englobe la quasi-totalité de la péninsule balkanique. Héritage de la période romaine, des populations grecques ou thraces romanisées, vivant de pastoralisme et appelées « Besses » puis « Valaques », sont signalées dans l'Illyricum et autour de la ville par Théophane le Confesseur, Théophylacte Simocatta, Georges Cédrène ou Jean Skylitzès ; selon leurs propres mythes, ces populations descendraient des « voituriers de Rome » le long de la Via Egnatia.

## Empire byzantin

### Développement architectural
Pendant les premiers siècles de l'Empire byzantin, la ville connaît un essor économique constant. Sa position stratégique au débouché de la péninsule balkanique et sur la via Egnatia favorise le commerce et, forte d'une activité portuaire intense, la cité est en relation directe avec Le Pirée, Gênes et Constantinople. La foire de Thessalonique, les Demetria qui se tiennent en octobre, hors des remparts à l'ouest de la ville, est, tout au long de la période byzantine, une des plus importantes des Balkans,. Durant la période byzantine, la ville s'enrichit de nombreux monuments et d'imposantes églises telles l'église Sainte-Sophie, l'église de l'Acheiropoiètos et la basilique de Saint-Démétrius, patron de la ville. En fait, les fortifications de la ville sont restées les mêmes depuis leur construction au IIIe siècle et leur amélioration au Ve siècle. Thessalonique occupe donc la même superficie à l'époque byzantine qu'à l'époque romaine. Le plan urbain n'a pas non plus changé. Elle est une des rares villes à n'avoir pas périclité.

### Arrivée des Slaves
À partir de la fin du VIe siècle de nombreuses tribus slaves s'installent dans la région de Thessalonique. Plusieurs attaques ont lieu contre la ville. Elle est assiégée pour la première fois par des tribus slaves en septembre 597, puis tout au long du VIIe siècle et l'Empire, très engagé sur le front oriental, intervient mollement : la ville est défendue, mais ses environs sont perdus au profit des Sklavinies (duchés slaves), bientôt regroupées au sein du Premier Empire bulgare. Cette période de repli dure jusqu'au début du Xe siècle.
Cependant le Xe siècle et le début du XIe siècle correspondent à une période de redressement et l'Empire est réorganisé en thèmes. Thessalonique devient la capitale d'un thème destiné à durer jusqu'au XVe siècle.

### Le sac de la ville par les Sarrasins
Tout au long des IXe siècle et Xe siècle, les Sarrasins mènent des raids vers Mytilène, Lesbos, la péninsule du mont Athos (862), la Chalcidique (866), les côtes adriatiques (872-873). Après avoir conquis la Crète en 827 (Émirat de Crète), l'île devient un repaire de pirates à partir duquel ils lancent des raids vers les côtes grecques. En 904, l'attention des Arabes se porte sur Thessalonique, alors la deuxième plus importante ville de l'Empire byzantin. Un des témoins de l'arrivée des Sarrasins dans la ville est Jean Caminiatès. Selon cet auteur, les Thessaloniciens sont avertis de l'arrivée des Arabes par un messager de l'empereur Léon VI le Sage. Les fortifications de la ville du côté de la mer avaient été peu entretenues jusque-là, et leur petite taille offre une possibilité de passage aux assaillants dont les navires sont presque de la même hauteur. Le général Petronas, envoyé par l'empereur, envisage de défendre la ville d'une attaque maritime en immergeant les stèles funéraires de l’ancien cimetière antique, empêchant ainsi le passage des navires ennemis. La venue d'un nouveau général ne permet pas de terminer cette tâche, celui-ci préférant se lancer dans la longue tâche de rehausser les murailles. Une aide est demandée aux Sklavinies vassales de l’Empire, dans le thème du Strymon, mais celles-ci n’envoient qu'une petite armée d’archers inexpérimentés.
Dans ces circonstances, Thessalonique est prise par les Sarrasins en 904. Caminiatès et 22 000 habitants de la ville qui n’ont pas été tués sont réduits en esclavage ou échangés contre rançon. Les assaillants repartent avec un énorme butin.

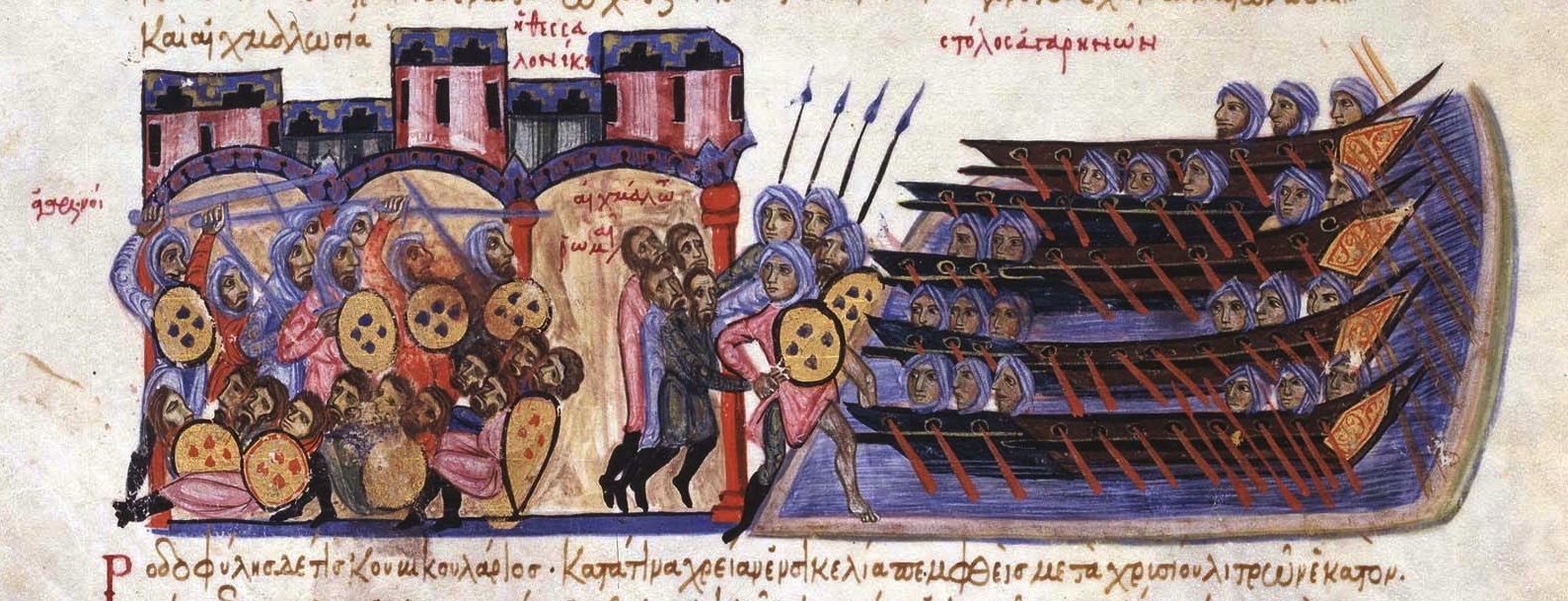
Le sac de Thessalonique tiré du manuscrit Skylitzès de Madrid.

Cinquante-quatre navires sarrasins avec un peu plus de 10 000 hommes, commandés par Léon de Tripoli, renégat byzantin originaire d’Attalia en Pamphylie, arrivent au large de Thessalonique le 29 juillet 904 ; le prêtre Jean Caminiatès nous a laissé le récit réaliste des atrocités qui s'y déroulèrent,. Les premiers combats se déroulent sur le rempart non protégé par des stèles funéraires immergées. Bien qu'ayant réussi à approcher suffisamment près pour poser des échelles contre le mur, les assauts des Arabes le premier jour sont repoussés par les Grecs. Les Sarrasins s'établissent alors sur une plage à l'est de la ville. Les combats du deuxième jour se concentrent sur les portes orientales de la ville. Malgré l'utilisation des sept catapultes, et l'incendie de deux des portes de la ville, les assauts arabes se trouvent à nouveau repoussés.
Le troisième jour de combat, comme le premier, se passe sur la partie la moins élevée des remparts protégeant la partie côtière de la ville. Les Sarrasins lient leurs navires deux par deux et établissent des tours en bois, leur permettant ainsi de dominer les soldats grecs postés sur les remparts. Dans la matinée du troisième jour, les Sarrasins franchissent les remparts et entrent dans la ville. Selon Caminiatès, les Arabes se livrent alors au pillage de la ville et au massacre de la population. Les dix jours suivant, les Sarrasins se livrent au pillage de la ville et recherchent tout trésor. Les habitants de la ville faits prisonniers peuvent sauver leur vie en échange de quelque bien de valeur leur appartenant.
Selon Caminiatès, ce sont 22 000 Thessaloniciens qui sont faits prisonniers et qui sont emmenés en Crète. Certains sont vendus comme esclave en Crète, d'autres sont emmenés à Tripoli, en Syrie, pour servir dans les hammams de Léon. Seul un petit nombre de Thessaloniciens, dont Caminiatès, atteignent Tarse et sont échangés avec des prisonniers sarrasins de l'Empire byzantin.

### L’occupation normande
En 1185, c'est au tour des Normands de Sicile de menacer la ville. Guillaume II de Sicile, roi du royaume normand de Sicile, tente une politique expansionniste en attaquant l'Égypte en 1174, puis l'Empire byzantin. Le 24 juin 1185, sa flotte capture Durazzo. À partir de cette tête de pont, une armée de 8 000 Normands avance vers Thessalonique, qu'elle atteint le 6 août. La flotte normande aborde également la ville le 15 août. Un des témoins de cet événement est Eustathe de Thessalonique, grammairien byzantin et archevêque de Thessalonique. La ville est alors dirigée par le stratège David Comnène. Selon Eustathe, celui-ci fait preuve d'une injustifiable négligence et indifférence et le soupçonne de trahison avec l'ennemi tant il semble vouloir laisser la ville aux Normands. Les Grecs repoussent les assauts normands jusqu'au neuvième jour. Le 24 août, les Normands commencent à saper le mur, et creusent un tunnel sous le rempart est de la ville, finissant par ouvrir une brèche dans le mur. David Comnène s'enfuit alors de Thessalonique, laissant les habitants dans la ville. Les Normands se livrent alors au pillage de la ville et au massacre de ses habitants. On estime à plus de 7 000, le nombre de personnes tuées. Le soir du même jour, les comtes normands font cesser le massacre. Les plus belles demeures sont occupées par les officiers de haut rang, tandis que les officiers de rangs inférieurs occupent des demeures plus modestes, laissant ainsi de nombreux habitants sans toit.
L'occupation normande dure quelques mois. Après la prise de la ville, environ un tiers de l'armée reste à Thessalonique pendant que les deux autres tiers continuent leur route à travers la Macédoine et la Thrace. Peu après, les Normands sont défaits par Alexis Branas près du Strymon et beaucoup s'enfuient. Ceux n'ayant pu s'enfuir et restés à Thessalonique sont massacrés à leur tour par les Byzantins,.

### La courte période franque

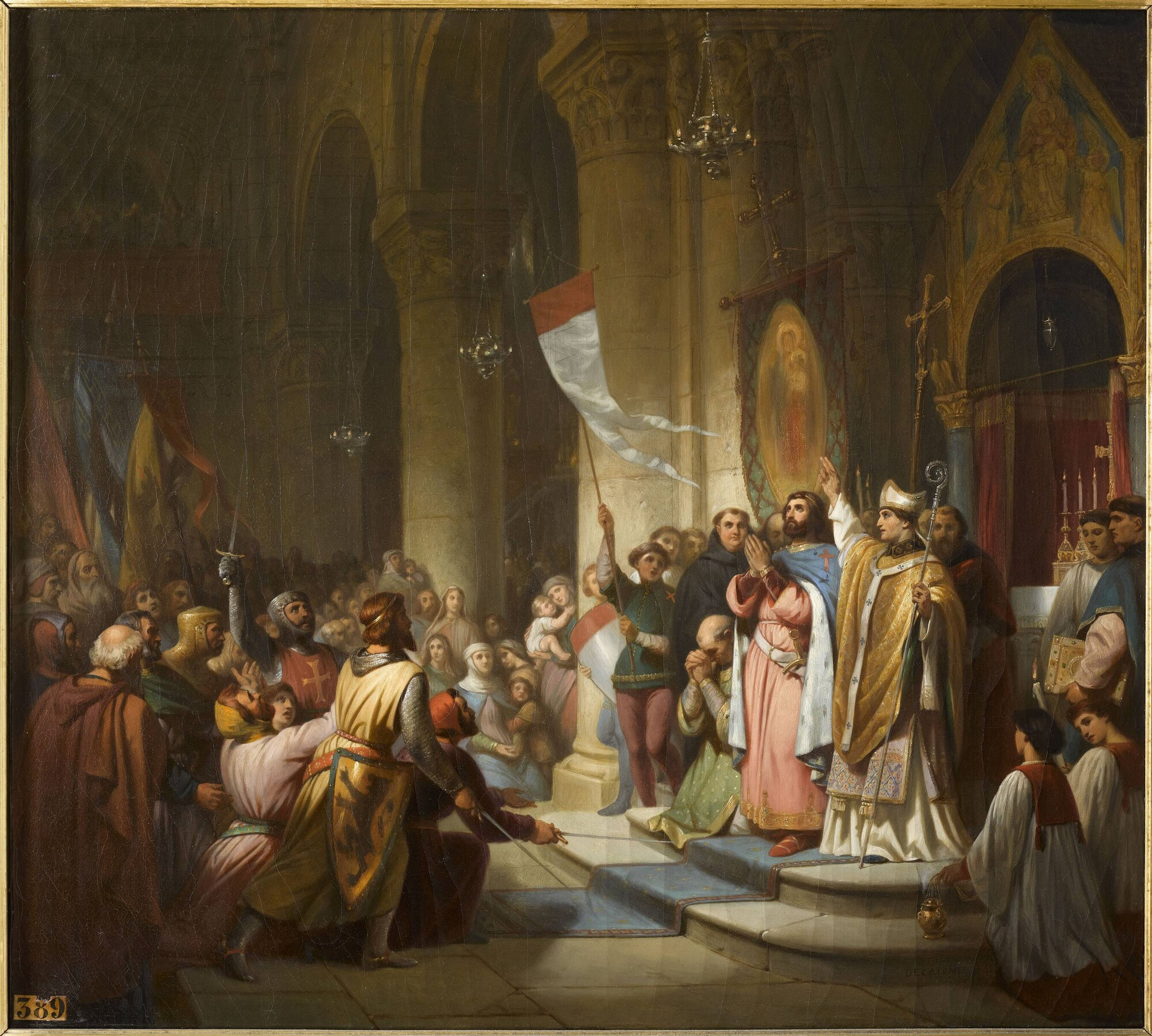
Boniface de Montferrat choisi chef de la Croisade

En 1202, Boniface de Montferrat est choisi comme chef par les croisés de la quatrième croisade. Cependant, trop proche des Génois au goût de Venise, il est privé du titre d'empereur au profit de Baudouin. Pour le dédommager, il lui est accordé le royaume de Thessalonique (sa famille a des liens étroits avec la région) et la Crète. Le royaume de Thessalonique (1204) est un État latin qui s'étend sur une partie de la Thrace, une partie de la Macédoine et sur la Thessalie. Le Despotat d'Épire s'en empare dès 1224, avant une reconquête par l'empire de Nicée en 1246,.

### Thessalonique des Paléologue
En 1313, Thessalonique est réintégrée à l'empire de Constantinople. De nombreux empereurs en font leur résidence : Michel IX Paléologue y meurt en 1320, son épouse passe dix ans dans un monastère de la ville avant de mourir en 1333. Andronic III Paléologue en fait sa base d'opérations contre son grand-père Andronic II Paléologue à partir de 1326 et il y revient fréquemment après sa victoire. Jean V Paléologue y séjourne trois ans : 1349-1351 et sa mère Jeanne (dite aussi Anne) de Savoie gouverne la ville de 1351 à 1360.

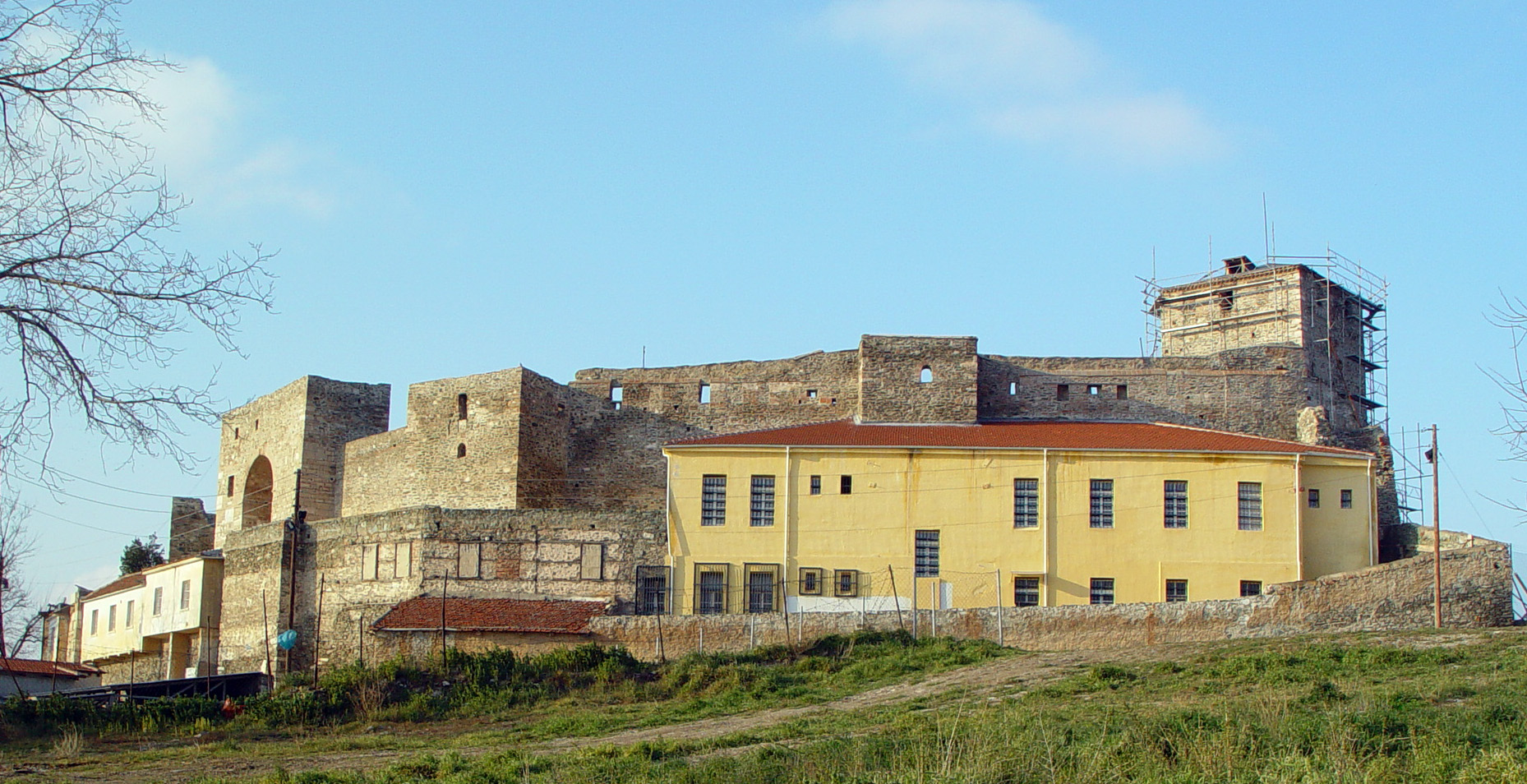
L'Heptapyrgion.

La ville reste à un carrefour commercial important. Trois routes, protégées par des kastra, en partent (ou y aboutissent) :
- une première vers la Moravie et la Serbie, via la vallée de l'Axios ;
- une deuxième vers la Macédoine occidentale et, de là, Venise (l'ancienne via Egnatia) ;
- une troisième vers le sud, la vallée de Tempé et la Grèce centrale.

Les principales marchandises échangées sont les grains et le textile.
Thessalonique est alors alimentée en eau par un aqueduc descendant des Monts Chortiates (anciennement Monts Kissos).
Des moulins à eau ont été découverts lors de fouilles de sauvegarde au centre de la ville haute. Ils attestent la présence d'ateliers utilisant l'eau comme force motrice. Certains peuvent même être des moulins à grain, permettant à la ville une autonomie plus importante en cas de siège. Un certain nombre d'ateliers artistiques et artisanaux sont en activité durant cette période de domination par les Paléologues. Certains sont liés au pèlerinage de Saint-Dimitrios : orfèvrerie d'or et d'argent, émaux, verrerie et céramique. Il existe aussi des argenteries spécialisées dans le revêtement en argent doré des icônes, mais aussi des livres ou des croix. Il y a des ateliers d'icônes, de broderie, de dinanderie, de reliure, de céramique et de damasquinage. Les monastères du mont Athos sont parmi les principaux clients des ateliers de la ville, mais ils produisent aussi pour les particuliers.

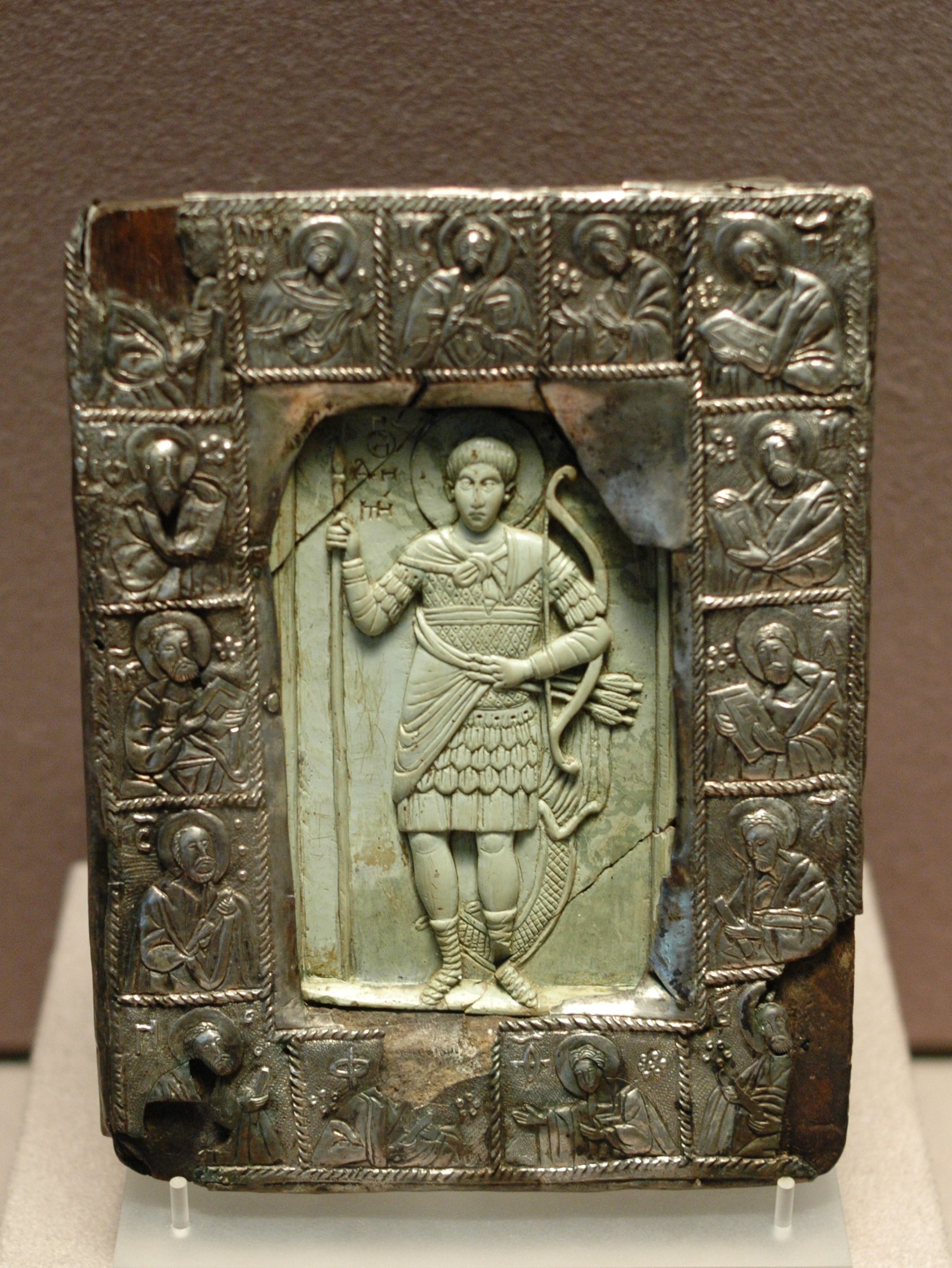
Représentation de saint Dimitri au XIVe siècle.

Les monastères d'Athos jouent un rôle important dans l'histoire de Thessalonique. La ville est très proche de la montagne sacrée qui y est un important propriétaire foncier,. Les monastères athonites ont en effet une ou plusieurs résidences en ville (ou métoques) afin de loger les moines qui s'y rendent pour affaire ou pour des raisons judiciaires. Elles sont constituées d'une église, de bâtiments pour loger les moines organisés autour d'une cour carrée dotée d'un puits, le tout fermé par un portail. Les bâtiments proches de ces métoques ne peuvent abriter d'activités « inconvenantes », comme des tavernes à partir d'un décret de 1270. En plus des métoques, les monastères athonites possèdent aussi des maisons de rapport qu'ils louent. Ces revenus permettent d'entretenir les métoques. Les maisons de rapport ne sont pas gérées directement par les monastères du mont Athos, mais louées à l'année à des notables de la ville qui louent à leur tour. Au fur et à mesure, les loyers sont réinvestis dans l'achat de bâtiments autour des métoques. Il faut y ajouter les donations et legs des notables de Thessalonique. Les monastères athonites deviennent ainsi des propriétaires fonciers de plus en plus importants dans la ville, le plus souvent dans la ville basse.
La monnaie de bronze frappée à Thessalonique sous Jean V Paléologue et Andronic IV Paléologue montre la montée du danger ottoman : le revers représente le martyre de saint Dimitri. Les représentations du saint protecteur de la cité ont toujours reflété les événements contemporains. On voit apparaître dans l'iconographie du saint une figure portant arc et flèches, symboles du pouvoir ottoman. En 1372, des akinci (« pillards ») turcs font leur apparition sous les murs de Thessalonique. L'année suivante des ghazis (« guerriers de la foi ») ravagent les plaines avoisinantes. Il s'agit en fait de la première phase de la conquête ottomane, qui fonctionne en trois temps : destruction, colonisation, prise de possession. Sous Mourad Ier et Bayezid Ier, d'abord en 1385 puis 1393, des Turcs d'origine nomade (des yürüks) sont installés comme colons dans les plaines autour de la ville. La ville est assiégée entre 1383 et 1387. Conquise une première fois, elle est aux mains des Ottomans jusqu'en 1403 où les victoires de Tamerlan sur les Turcs amènent en 1403 à la signature d'un traité avec Suleyman Çelebi, aux termes duquel les Byzantins retrouvent leur indépendance et se voient restituer un certain nombre de territoires dont Thessalonique. La ville est de nouveau assiégée à plusieurs reprises en 1412 et 1416. En 1422, Bürak Bey l'assiège et pille les terres situées à l'est de la ville, jusqu'à Kalamaria et Cassandra.
Les fortifications de la ville, qui avaient été entretenues tout au long du XIVe siècle, sont réparées après le grand tremblement de terre de 1395-1396, malgré tout, le gouverneur vénitien se plaint qu'elles tombent en ruines en 1429.

### L’intermède vénitien
Constatant qu'il ne peut défendre l'intégralité de ses États contre les Ottomans, l'empereur byzantin en place certaines parties sous la protection d'autres puissances. Ainsi, en 1423, il propose Thessalonique à Venise, avec le plein accord de ses magistrats. Ce « don » peut se faire à trois conditions :
- les habitants de Thessalonique sont autorisés à préserver leurs lois ancestrales et à être gouvernés par leurs propres magistrats ;
- l'archevêque et le clergé de la ville continuent à s'acquitter de leurs fonctions ;
- les habitants de la ville sont libres de vendre leurs biens et d'aller où bon leur semble[81].

Le 14 septembre 1423, jour de la Sainte-Croix, une flotte composée d'une galère byzantine, de six galères vénitiennes et d'une multitude de petits navires entre dans le port de Thessalonique. Les provéditeurs Sancto Venier, duc de Thessalonique, et Niccolo Giorgi hissent l'étendard de Saint-Marc dans le centre de la ville. La ville compte alors quarante tours de fortifications et quarante mille habitants. Les Ottomans sont mécontents de cette cession et envoient une armée assiéger la ville qu'ils considèrent comme leur. Elle est secourue par une flotte vénitienne commandée par Pierre Loredan.
L'occupation vénitienne s'avère être une désillusion pour les habitants de Thessalonique. Les Vénitiens ne respectent pas les termes de l'accord initial et transgressent les privilèges ancestraux des Thessaloniciens. Il semble que de nombreux habitants souhaitent alors la reddition de la ville aux Ottomans. Lassés, une ambassade de trois représentants des Thessaloniciens se rend à Venise en juin 1425 pour faire part de leurs doléances au Doge Francesco Foscari. Parmi les requêtes formulées, on peut noter la demande de réparations des murs de la ville, la fortification de la ville de Cassandra, une aide financière pour les défenseurs de la ville, que la garde montée du Duc ne se comporte pas mal vis-à-vis de la population, que les habitants ne soient plus emprisonnés pour dette pendant les périodes de siège de la ville. Les négociations aboutissent également au versement par les gouverneurs de 200 hyperpyra (monnaie d'or byzantine) pour les célébrations de Saint-Démétrios en temps de paix et 100 en temps de guerre. Les viticulteurs, ayant perdu leurs exploitations situées en dehors des murs de la ville sont exemptés de taxes pendant cinq ans. Cependant, ces mesures ne sont jamais réellement prises en compte par les gouverneurs de la ville. Les détracteurs des Vénitiens se font de plus en plus nombreux au sein de la ville. Ces derniers, craignant une insurrection qui livrerait la ville aux Turcs, augmentent la répression : ainsi ils empêchent les habitants de fuir la ville, les torturent et les exécutent.
Venise conserve la ville du 19 septembre 1423 à 1429. Cet épisode lui coûte 700 000 ducats.

## Salonique ottomane

### Prise de la ville par les Ottomans

Les flux de la diaspora juive convergeant vers Salonique.

Évolution de la population de Salonique rapportée à ses trois principales communautés juive, turque et grecque (1500-1950).

Au début de l'année 1430, les habitants de Thessalonique apprennent par des messagers que Murad II marche sur la ville. Jean Anagnostès, un témoin byzantin, décrit les préparatifs laborieux en vue de défendre la ville. Il explique que la faiblesse des effectifs ne permet pas de mettre plus d'un homme tous les deux ou trois créneaux, et que la plupart d'entre eux ne possèdent même pas d'armes.
Murad II respecte la tradition musulmane qui veut qu'une ville se voie proposer trois fois de se rendre avant d'être attaquée. Murad envoie des chrétiens au pied des remparts afin d'inviter les habitants à se soulever contre les Vénitiens et leur promettre liberté et privilèges en cas de reddition de la ville. Ces propositions durent trois jours, pendant lesquels l'armée ottomane se déploie autour de la ville. L'attaque débute au matin du quatrième jour (29 mars). Le gros des combats se déroule le long des remparts à l'est de la ville. Pendant que certains Turcs essaient d'escalader le mur, d'autres s'emploient à miner les fondations du rempart afin qu'il s'écroule. D'après Anagnostès, les premières brèches dans le mur apparaissent vers neuf heures près du trigonion, et les Ottomans peuvent ainsi pénétrer dans la ville. Les pertes vénitiennes sont importantes : au moins 270 hommes rien que dans les trois galères dans le port. La ville est pillée et ses habitants sont emmenés dans des camps à l'extérieur de la ville. Anagnostès estime que 7 000 personnes sont faites prisonnières. Les églises sont pillées, les tombes profanées dans le but de trouver d'éventuels trésors cachés. Murad met fin à ce pillage en chassant de la ville les Turcs qui avaient pris possession des maisons des prisonniers, puis il fait libérer un grand nombre de Thessaloniciens en payant lui-même leurs rançons, et les installe à Thessalonique. De nombreux autres habitants sont libérés contre des rançons versées par des chrétiens d'autres villes, voire d'autres pays, comme le fait Đurađ Branković, roi de Serbie et vassal de Murad. Les plus pauvres ou les moins chanceux sont déportés vers l'Empire ottoman.
Murad fait transformer les églises en mosquées, dont la principale église, celle de l'Acheiropoietos, qui porte encore aujourd'hui la marque de cet événement : en effet, sur le huitième pilier de la colonnade nord est inscrit : « Le sultan Murad Han a pris Thessalonique en 883 »,,.

### Population et société à l'époque ottomane
Après la prise de Salonique, Murad installe des colons turcs dans la ville, pour y modifier l'équilibre ethnique. En 1478-1479, on compte 2 258 feux : 1 326 feux chrétiens et 932 feux musulmans. Les maisons des chrétiens déportés qui ne peuvent revenir dans la ville sont concédées aux musulmans. Quant aux boutiques, elles passent au sultan qui en récupère dorénavant les bénéfices.
Les échanges commerciaux et intellectuels avec Venise continuent, lorsque la Sérénissime n'est pas en guerre contre la Porte. Les grains sont toujours fournis à Thessalonique par la cité adriatique. Ainsi, en 1481, le négociant en grains Loukas Spantounes, se fait construire par le sculpteur vénitien Pietro Lombardo un tombeau monumental dans la basilique Saint-Dimitri.

### La «Jérusalem des Balkans»

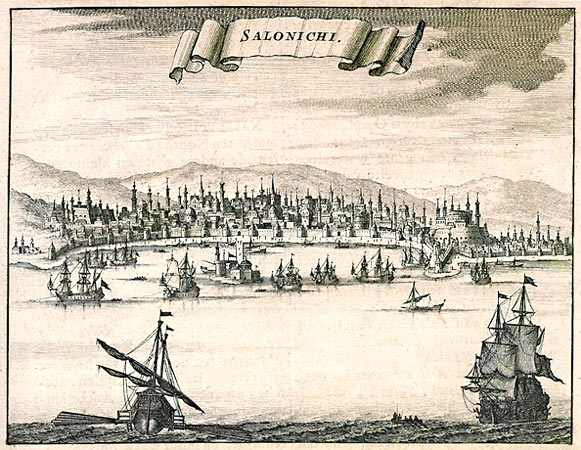
Vue de Thessalonique en 1688.

La communauté juive est ancienne à Thessalonique et remonte à l'antiquité. Au Moyen Âge, la ville est déjà le but principal de migrations juives depuis l'intérieur ou l'extérieur de l'Empire byzantin. Au XIIIe siècle, l'archevêque de Thessalonique Eustathe se plaint que la population juive de la ville dépasse les limites fixées par la loi.
En 1492, à la suite de l'expulsion des Juifs d'Espagne, Salonique qui n'avait jusqu'alors abrité qu'une communauté juive relativement petite, devient le centre mondial du judaïsme séfarade, au point d'être surnommée la « Jérusalem des Balkans » et la « madre de Israël ». Chaque groupe d'exilés y fonde sa congrégation, le kahal. Salonique compte plus de trente de ces communautés, chacune étant regroupée autour d'une synagogue qu'un conseil de rabbins vient chapeauter par la suite. La population juive reste majoritaire jusqu'à la prise de possession de la ville par les Grecs. Au début du XVIe siècle, on compte 4 855 feux : 2 645 feux juifs, 1 229 feux musulmans et 981 feux chrétiens,.
Salonique a été, à partir du XVIIe siècle jusqu'au rattachement à la Grèce en 1912, le centre du mouvement du Judaïsme messianique, déclenché par Sabbataï Tsevi. Quatre cents familles de Sabbatéens y vivent jusqu'à l'hellénisation progressive de la ville. En une dizaine d’années, Thessalonique se vide de sa communauté musulmane qui se replie sur Constantinople, cependant qu’on voit arriver, notamment après l’échange de populations décidé au traité de Lausanne (1923), un afflux de Grecs d’Asie mineure. L'échange de populations conduit de même en Turquie les Sabbatéens qui s'étaient convertis à l’islam, qui portaient aussi le nom de Dönme.

### LeXVIIIesiècle

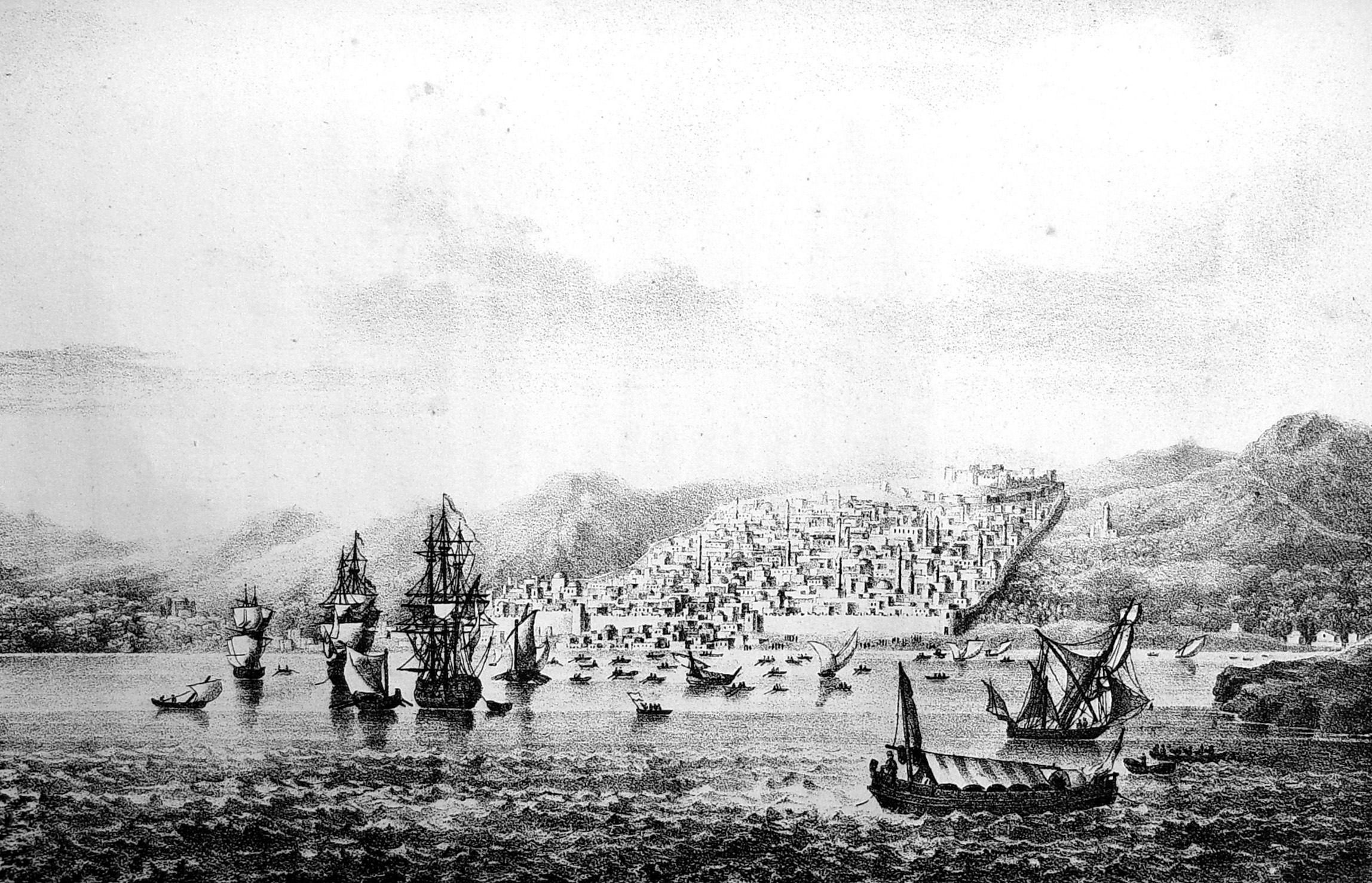
Vue générale de Thessalonique en 1831.

Au XVIIIe siècle, Salonique reste le débouché naturel des Balkans : grains, laines, cotons, soies et tabacs de la région transitent par son port, vers Constantinople, dont elle est un des principaux centres d'approvisionnement, mais aussi vers les autres régions de l'Empire ottoman. Le commerce de la ville est alors pratiquement intégralement dans les mains des Occidentaux qui ont commencé à s'y installer à la fin du XVIIe siècle. Ils achètent principalement des matières premières et vendent des produits finis. On peut voir là un des premiers signes du déclin de l'Empire ottoman. Seules les cotonnades peuvent encore rivaliser avec la concurrence occidentale et sont encore exportées vers l'Europe centrale. Des produits jusque là exportés par l'Empire ottoman sont dès lors importés : le café américain (importé) a supplanté le café arabe (exporté) ; les fez exportés jusque là car produits localement sont importés depuis Marseille ou l'Italie.

Le XVIIIe siècle voit aussi un changement dans les routes commerciales. Les Vénitiens perdent du terrain : la route Constantinople-Salonique-Durazzo-Venise est peu à peu remplacée par la route Constantinople-Salonique-Marseille. Ce sont en effet les négociants français qui prennent le relais de Venise, bien avant les commerçants anglais ou hollandais. Dans la seconde moitié du siècle, les Allemands et les Autrichiens font une timide apparition, créant la route Salonique-Trieste. À la fin du siècle, grâce au traité de Kutchuk-Kaïnardji, les Grecs commencent à prendre de l'importance. En dépit des taxes et divers frais à verser aux fonctionnaires locaux, les négociants occidentaux réalisent de très gros bénéfices. Achetés à bas prix, d'autant plus que la monnaie ottomane est en dépréciation constante, les produits de Thessalonique sont revendus à Marseille et en France avec un bénéfice pouvant aller jusqu'à 200 %, même en tenant compte des assurances et des pertes liées aux tempêtes et aux pirates.
On note une certaine spécialisation « ethnique » localement dans le commerce : les Juifs sont commerçants, manufacturiers, fermiers pour l'administration ottomane et surtout intermédiaires commerciaux ; les Grecs ne font que du commerce local entre la ville et son hinterland.

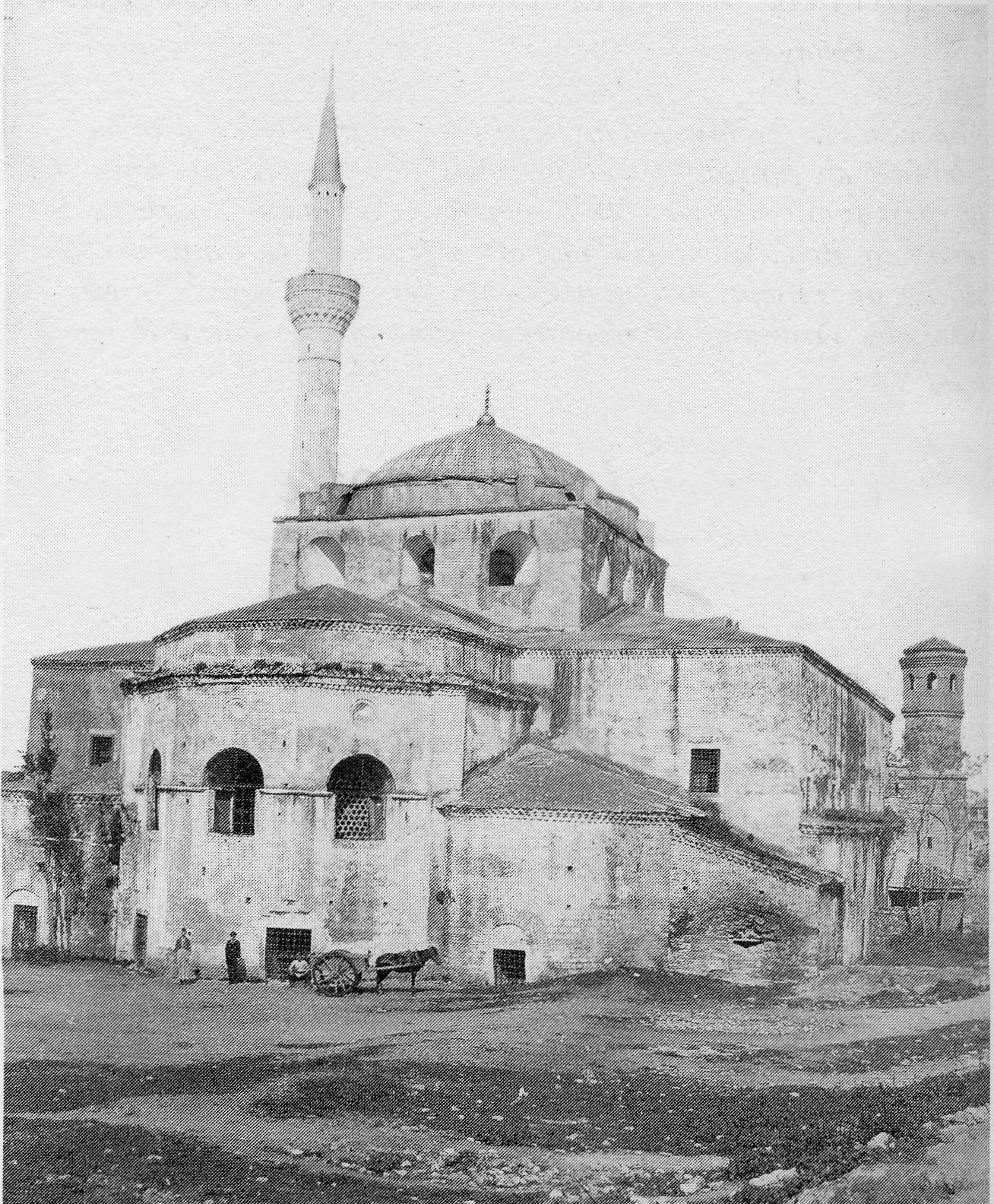
La mosquée Aya Sofia avant sa destruction lors de l'incendie de 1890.

Les propriétaires fonciers turcs ou grecs ralliés s'entendent avec les fonctionnaires ottomans pour spéculer sur les grains et s'enrichir, au risque de déclencher des disettes et de provoquer des émeutes de la faim. Une partie du blé qui transite par Salonique est destiné aux diverses îles de l'Égée, mais en quantité bien trop importante pour les populations insulaires. En fait, les îles servent de relais à la contrebande des grains vers l'Occident lorsque, pour des raisons économiques, politiques ou de ravitaillement, la Porte en interdit l'exportation.

### Fin de l’Empire ottoman

#### Thessalonique et la révolution de 1821
À la veille de la guerre d'indépendance grecque, les Grecs de Thessalonique jouissent d'une certaine liberté et de droits plus larges que le reste des rayahs. Il existe une ou deux écoles pour les Grecs et ceux-ci disposent de plusieurs églises, dont la plus grande est celle de Saint-Minas. Les Grecs sont autorisés à se déplacer à cheval et à porter de beaux vêtements.
La Filikí Etería trouve au sein de la communauté marchande de Thessalonique un terrain propice au développement de ses idées. L'agitation n'échappe pas aux autorités turques qui remplissent les geôles de Kanli Kule, la « tour du sang », un des noms de la Tour blanche. La plupart des prisonniers y sont grecs.
Lorsque la révolution éclate dans le Péloponnèse au printemps 1821, le soulèvement finit par atteindre la Macédoine. La ville de Polygyros, en Chalcidique, se soulève le 17 mai, tuant le gouverneur turc et ses 18 soldats. L'ordre est alors donné par le pasha de capturer 200 prisonniers grecs ou plus et de les tuer, ce qui entraîne un massacre dans Thessalonique. Le 19 mai, jour où plusieurs notables et religieux sont exécutés dans le square de Kapan, les soldats turcs enfoncent les portes de la cathédrale où de nombreux Grecs s'étaient réfugiés et massacrent les assiégés. Les églises sont transformées en prisons, et les créneaux de l'Heptapyrgion sont ornés de têtes tranchées. Les événements de Thessalonique ont pour résultat le soulèvement général en Chalcidique. Deux groupes armés sont constitués, remportent quelques succès militaires avant d'être tous deux défaits par les Turcs. Une dure répression commence, des villages sont pillés et incendiés dans les péninsules de Cassandra et du mont Athos. Les marchés de Thessalonique se remplissent d'esclaves grecs vendus entre 25 et 100 drachmes. Les foyers révolutionnaires de Cassandra et du mont Athos sont définitivement éliminés en décembre 1821.

#### Mouvements révolutionnaires de la fin duXIXesiècle
La fin de la guerre russo-turque en 1878 fait craindre à l'opinion publique grecque un durcissement du comportement des Turcs contre eux. Le consulat grec à Thessalonique œuvre alors pour que la population grecque prenne les armes et se soulève tandis qu'il fait envoyer des messagers en Chalcidique, Igoumenítsa, Beroia et ailleurs pour signifier aux habitants qu'il est temps de se soulever. Des comités secrets sont organisés par l'archevêque de Thessalonique, Joachim, en vue de préparer la lutte. Des assemblées semblables ont lieu en Chalcidique, mais les Turcs, sûrement alertés de la chose envoient de nombreuses troupes occuper la péninsule, tandis que des patrouilles côtières limitent la livraison d'armes. La loi martiale est également décrétée dans toute la Macédoine centrale, jusqu'à Alexandroúpolis.
Si la révolution est évitée en Chalcidique, il n'en est pas de même dans la région de l'Olympe, qui se soulève le 8 janvier 1878. L'armée turque y est immédiatement dépêchée, les rebelles repoussés, et comme en 1821, la population de la région doit trouver refuge à Thessalonique.

#### «La Pomme de discorde»
En cette fin de XIXe siècle, le vilayet (province) de Thessalonique, centre industriel et carrefour de voies maritimes et ferroviaires, devient le centre d'intérêt de la politique d'expansion de plusieurs États du Sud-Est de l'Europe.
La guerre russo-turque de 1877-1878  se termine avec le traité de San Stefano et la création d'un État bulgare. Thessalonique se retrouve alors encerclée par la Bulgarie qui occupe désormais la quasi-totalité de la Macédoine. Le traité de Berlin permet à l'Empire ottoman de retrouver une partie de ses territoires perdus et fait reculer la frontière bulgare. Cependant, le tracé issu du traité de San Stefano reste profondément ancré dans l'esprit des nationalistes bulgares qui convoitent Thessalonique.
La ville devient l'objet de convoitises de la part de l'Autriche-Hongrie que l'annexion de la Bosnie-Herzégovine rapproche du sud-est des Balkans, et de l'Italie qui, après son échec d'expansion vers Tunis, cherche à s'étendre vers l'est et les Balkans.
En 1881, la Grèce prend possession de la Thessalie et de l'Épire et touche presque au but dans sa course pour récupérer la Macédoine au détriment de l'Empire ottoman. Mais, en 1885, la Bulgarie occupe l'est de la Roumélie et ne cache pas son ambition d'occuper l'ensemble de la Macédoine et de la Thrace. Un quartier bulgare, Kilkits mahalesi, naît à Thessalonique, peuplé de slavophones venus de la région de Kilkís. De plus, la propagande roumaine cherche à développer des sentiments pro-roumains parmi la population, tandis que les Serbes fondent une école serbe dans la ville.
À l'issue de la guerre gréco-turque de 1897, que la Grèce perd, la Bulgarie intensifie son implantation dans la région et une lutte intense prend forme entre ces deux pays, dont le centre est Thessalonique. Les Bulgares entament des actions terroristes pour imposer leur point de vue par la violence, jusque dans Thessalonique. Parmi ces attentats, on retient entre autres, l'incendie du steamer français le Guadalquivir par l'Organisation révolutionnaire intérieure macédonienne le 28 avril 1903. Embarrassée par ces activités révolutionnaires, la Grèce soutient également la formation de bandes armées qui affrontent les Bulgares.

#### Modernisation de la ville

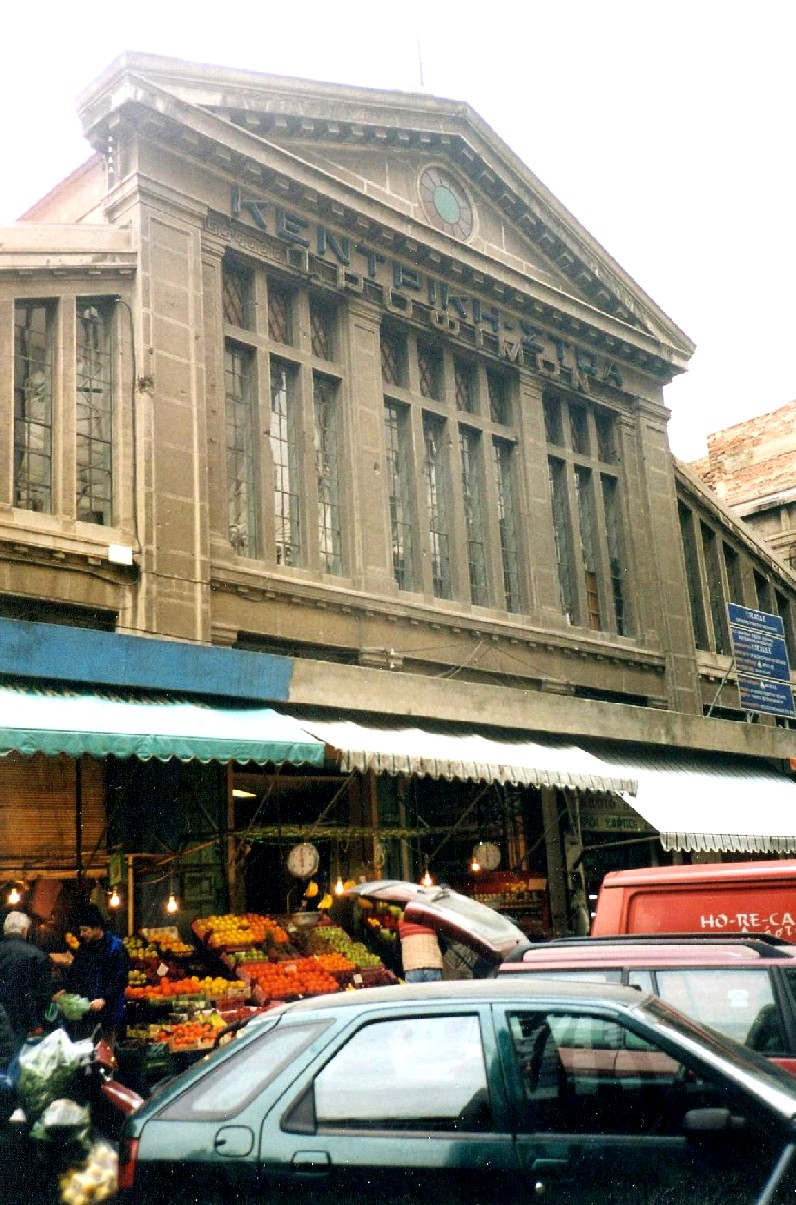
Le « vieux marché » néoclassique.

Salonique, au début du XXe siècle, est une des plus grandes et des plus modernes villes de l'Empire ottoman. Entre 1840 et 1912, le volume des échanges commerciaux de la ville est multiplié par vingt, ce qui en fait le second port de l'Empire (derrière Constantinople). En parallèle, l'activité industrielle explose, faisant de Salonique la seconde ville de l'empire, en nombre d'ouvriers. Si les réformes d'Abdülmecit Ier et Abdülhamid II n'aboutissent pas dans l'Empire, la politique de modernisation touche Thessalonique que Sabri Pacha, Midhat Pacha ou Galip Pacha, des vali (« gouverneurs ») très efficaces parmi les quarante-quatre qui se succèdent entre 1840 et 1900, transforment radicalement. Dans les années 1860 et 1870, les remparts sont abattus et les constructions néoclassiques remplacent petit à petit les bâtiments anciens. Le phénomène s'accélère avec le grand incendie de 1890 qui permet une première grande réorganisation de la ville (nouveau palais du gouverneur, casernes néoclassiques ou hôpitaux). Plusieurs demeures, telles la villa Bianca et la villa Mordoch, sont érigées selon les principes de l'éclectisme. Les premiers tramways (à cheval) datent de 1893,. La ville se dote d'un tramway électrique dès 1908.
En 1900, Thessalonique compte 49 médecins, 44 pharmaciens, 30 avocats et 63 grands commerçants. La ville a une bourgeoisie très développée et un secteur tertiaire en pleine expansion. Son caractère multiethnique suscite aussi une rivalité (pacifique) entre les différentes communautés : la scolarisation y est très forte chez les Juifs, mais aussi chez les Grecs, les Turcs ou les Bulgares. L'expansion de la ville a nécessité le développement d'une administration municipale importante. La ville est la première de l'Empire à être dotée d'une administration municipale (en 1869), avec un maire nommé par le gouverneur (dans la population musulmane ou « deunmè » juive convertie),,,.

#### Révolution de 1908

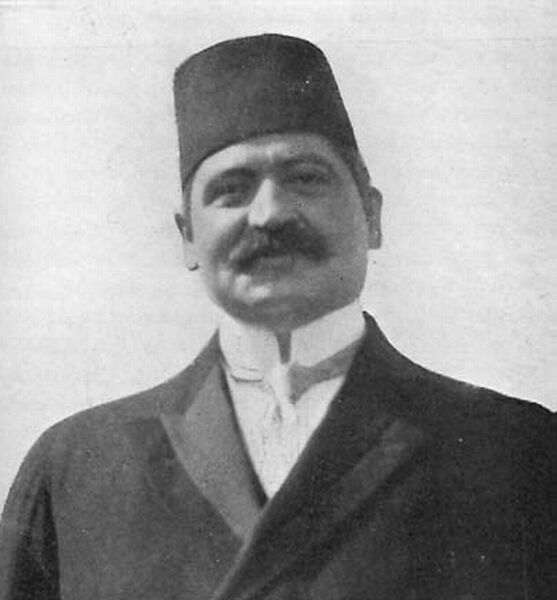
Talaat Pacha.

Cette implication dans le gouvernement local sert aussi d'éducation politique. Salonique est devenue un important centre de bouillonnement politique. Ainsi, les premières loges maçonniques turques y naissent, grâce à l'existence de loges étrangères dans la ville qui les protègent via les Capitulations. La « Société ottomane de la Liberté », qui joue un rôle important dans le mouvement des Jeunes-Turcs (ou Comité Union et Progrès), voit le jour à Thessalonique en août 1906 (Tal'at est par exemple employé des Postes de la ville) et envisage même d'en faire la capitale de l'Empire rénové. Le développement de la « Société ottomane de la Liberté » change aussi la nature du mouvement Jeunes Turcs : les membres recrutés en Macédoine et Thessalie sont moins des étudiants idéalistes que des militaires et des fonctionnaires, habitués à l'action. Les militaires ont le contrôle de la IIIe armée, essentielle lors de la révolution. Des comités de femmes en font aussi partie. Thessalonique est le lieu de confluence entre le mouvement jeune-turc et la franc-maçonnerie. Enfin, la société salonicienne fusionne avec des réfugiés jeunes-turcs de Paris, change de nom pour devenir lui aussi Union et Progrès et donne l'impulsion à l'ensemble du mouvement jeune-turc. Il semblerait aussi que la police politique ottomane a été moins sévère à Salonique qu'ailleurs dans l'empire,,.

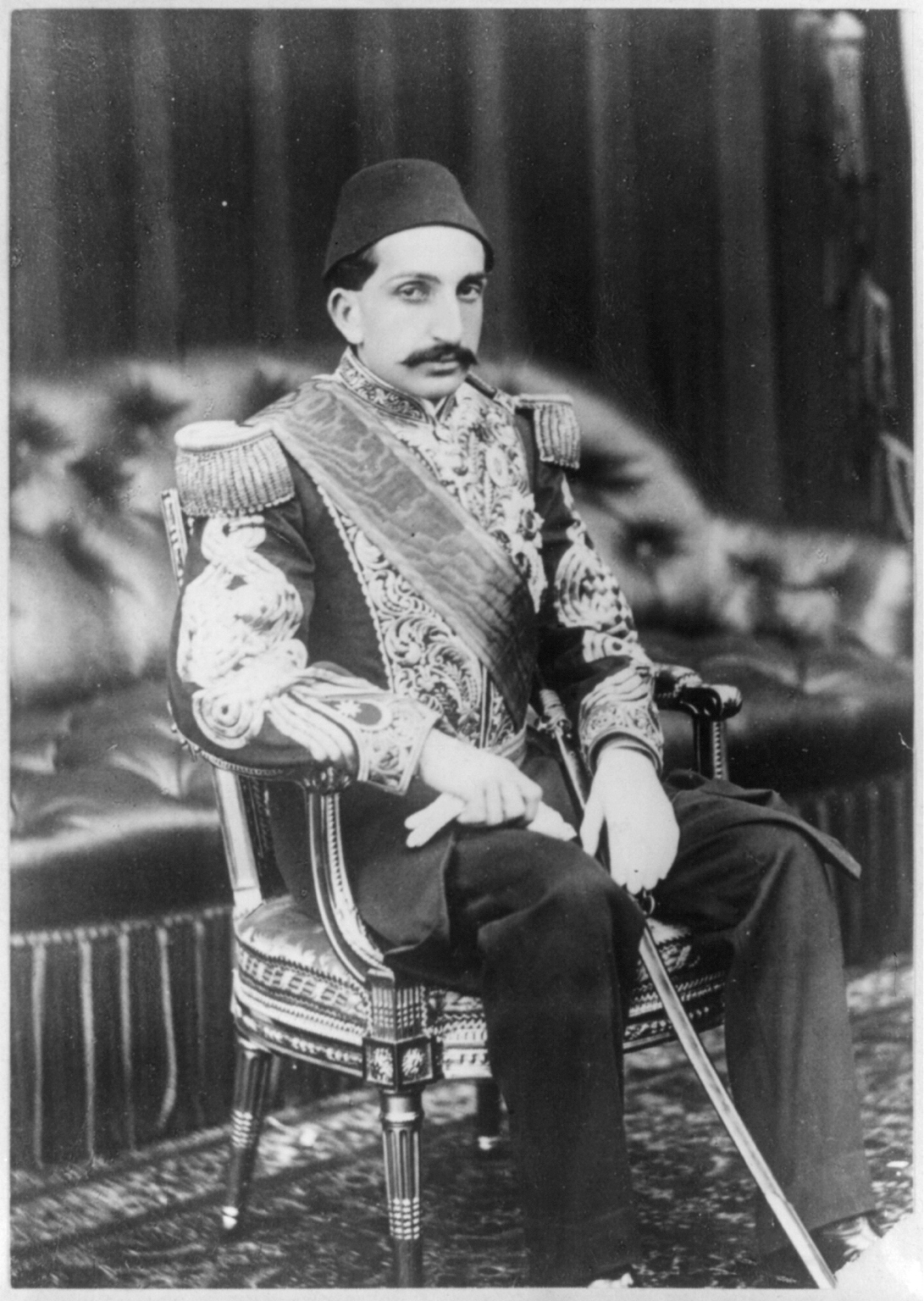
Le sultan Abdülhamid II vers 1890.

En juillet 1908, des mouvements en faveur d'une constitution se déroulent dans tout l'Empire. Les Jeunes-Turcs avaient prévu d'agir à Salonique le 27 juillet, mais Abdülhamid II restaure une constitution dès le 23 juillet, les prenant de court. Cependant, le Comité Union et Progrès préfère que son comité central de Salonique reste dans la clandestinité et continue à jouer le rôle de groupe de pression,.
L'« armée d'action » (Armée de Macédoine contrôlée par le Comité Union et Progrès de Salonique) marche sur Constantinople en avril 1909 après la tentative de soulèvement des troupes de la capitale travaillées par l'Union islamique, groupe religieux traditionaliste et populiste. Là, elle dépose le sultan et le remplace par son frère Mehmed V. Abdülhamid II est assigné à résidence à Salonique, dans la demeure des Allatini,.
Thessalonique est également le lieu de naissance de Mustafa Kemal Atatürk en 1881. Sa maison natale est aujourd'hui un musée.

## Thessalonique dans la première moitié duXXesiècle

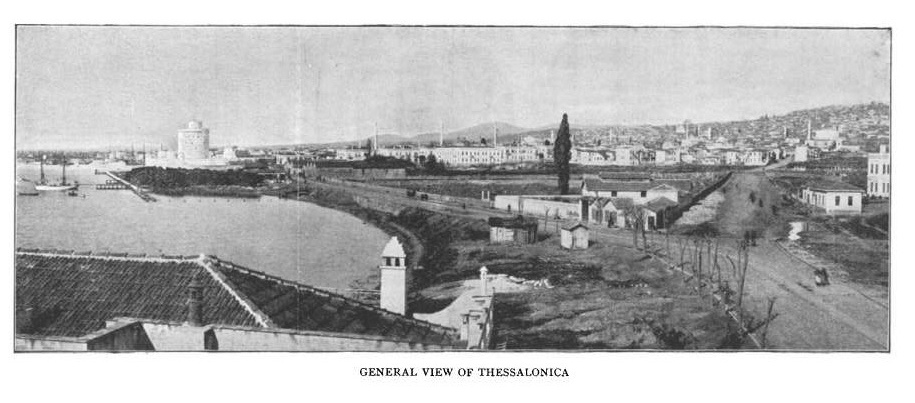
Thessalonique en 1896.

Au début du XXe siècle, Thessalonique est une ville très cosmopolite et qui porte autant de noms qu'elle a de communautés : Thessaloniki pour les Grecs, Saloniki pour les nombreux Allemands, Salonica pour les Anglais, « Salonique » (en français) pour les Juifs, Salonicco pour les Italiens, Sélanik pour les Turcs et Sólun pour les Bulgares. Elle compte en 1896 autour de 120 000 habitants, dont 80 000 Juifs, 15 000 Turcs et aussi 15 000 Grecs, 5 000 Bulgares et 5 000 « Européens », surtout des Allemands et des Italiens. Après le rattachement à la Grèce, le recensement par les autorités grecques donne en 1913 : 157 889 habitants (soit 32 184 familles) dont 61 439 Juifs, 39 956 Grecs, 45 867 Turcs, 6 263 Bulgares et 4 364 « étrangers ». En fait, non seulement Thessalonique est la ville la moins musulmane de l'Empire ottoman, mais c'est aussi la moins turque : en effet, sont comptés comme « Turcs » les « deunmè » (juifs convertis à l'Islam) qui, à la fin du XIXe siècle, forment la moitié de la population musulmane. Ensuite, l'augmentation de la population turque musulmane est due à l'afflux de réfugiés d'Europe centrale (Bulgarie et Bosnie principalement).
Jusqu'en 1912 cette ville appartient à l'Empire ottoman. Mais avec la première guerre balkanique, les Grecs arrachent la ville aux Turcs et « Sélanik » change de nom pour redevenir Thessalonique grâce au traité de Londres le 30 mai 1913. La deuxième guerre et la victoire grecque sur les Bulgares donne définitivement la ville aux Hellènes.

### La première guerre balkanique: Thessalonique redevient grecque

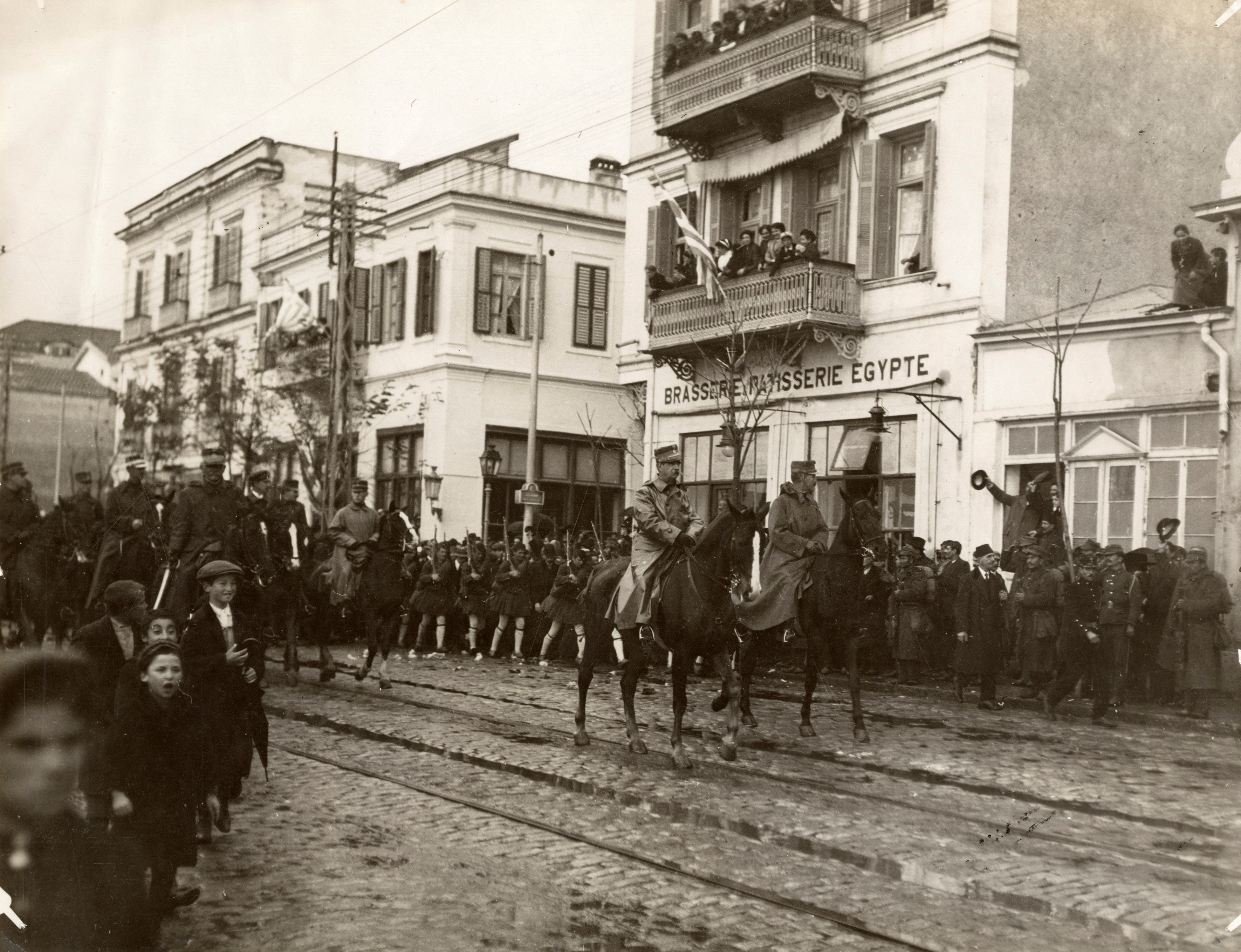
L'armée grecque pénétrant dans Thessalonique.

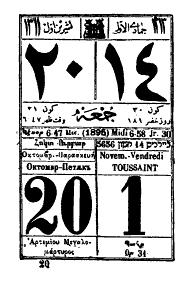
Un calendrier à Thessalonique, le 1er novembre 1895 : une ville cosmopolite
Les trois premières lignes sont en turc, les quatrième et cinquième à gauche en arménien, la cinquième à droite en ladino, la sixième à gauche en grec et la septième en bulgare; le français est destiné aux Occidentaux. Cinq calendriers sont utilisés : rumi (julien de l'Empire ottoman); islamique; juif; julien (20 octobre); grégorien (1er novembre).

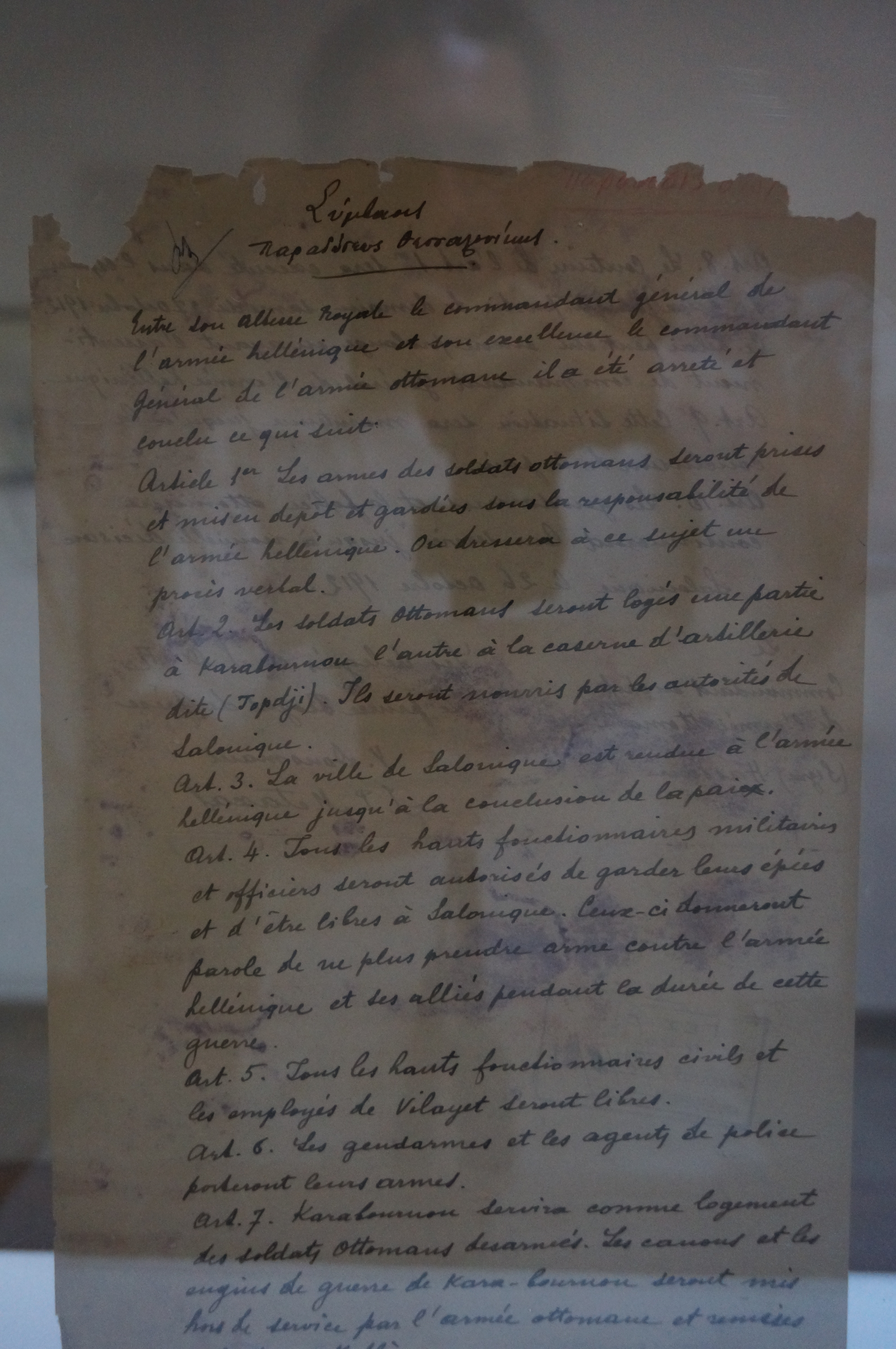
Acte de reddition de l'armée turque par Hussein Tashin-Pacha, musée de la guerre de Thessalonique.

L'enjeu de la première guerre balkanique, durant laquelle une coalition des petits États balkaniques (Monténégro, Grèce, Bulgarie et Serbie) s'unit contre l'Empire ottoman, est la Turquie d'Europe, un triangle isocèle de 170 000 km2 dont la base est la côte albanaise et le sommet, Constantinople, et dont le centre de gravité est Thessalonique. Le conflit commence le 8 octobre 1912. Un des objectifs de la Grèce, dans le cadre de la Grande Idée est Thessalonique.
Salonique, vit dans l'attente et l'incertitude, au gré des informations qui lui parviennent. L'agence télégraphique ne fonctionne plus qu'à mi-temps, et les journaux occidentaux qui arrivent par bateaux, mettent huit jours à y parvenir. Les communiqués ottomans, publiés dans l'Indépendant, organe francophone de la communauté juive, ou dans le journal turc Yeni Asir, sont démentis par l'arrivée de réfugiés du nord fuyant les Serbes ou venus du sud-ouest fuyant les Grecs. 15 000 à 20 000 réfugiés sont hébergés dans les mosquées. Afin de préserver les intérêts de leurs ressortissants, des navires européens croisent dans la rade de Salonique.
La bataille de Giannitsa le 19 octobre (julien)/31 octobre (grégorien) 1912 ouvre la route de la ville à l'armée grecque. La veille, le torpilleur no 11 de la marine hellénique avait coulé le cuirassé ottoman Fetih-i Buleh dans le port de Salonique. L'armée grecque arrive devant Thessalonique le 25 octobre, veille de la saint Dimitri, patron de la ville. Ses officiers reçoivent le soir même les consuls d'Autriche, de Grande-Bretagne, de France et d'Allemagne, venus ouvrir des pourparlers afin que la ville soit épargnée. Ils durent toute la journée du 26, car Hussein Tashin-Pacha, commandant en chef de la IIIe armée ottomane, cherche à poser des conditions. Dans le même temps, l'armée bulgare marche sur Thessalonique et n'est plus qu'à 50 km. Finalement, les troupes grecques entrent dans la ville le 26 octobre (julien)/8 novembre (grégorien). La garnison turque, commandée par Hasan Tahsin Pacha et composée de 26 000 hommes disposant de 70 canons, se rend à 23 heures au prince héritier Constantin, commandant en chef de l'armée grecque. Depuis cette date, le festival de la Saint-Dimitri revêt une importance particulière et est placé au même rang que les festivités du 25 mars célébrant l'indépendance de la Grèce. L'armée grecque entre dans la ville dès le lendemain, 27 octobre. Un détachement de cavalerie, deux bataillons d'evzones, et deux batteries d'artillerie paradent sous les applaudissements de la foule pendant les trois heures de marche entre le camp situé à l'extérieur de la ville jusqu'à la maison du gouverneur. Les Grecs précédent de quelques heures les troupes bulgares commandées par le général Georgi Todorov, accompagné du prince-héritier Boris et du prince Cyrille. Fortes des 24 000 hommes, ces troupes sont autorisées, après de longues tractations, à pénétrer dans la ville pour s'y reposer le 9 novembre (27 octobre julien). Un certain nombre d'irréguliers bulgares, des komitadjis, entrent avec eux,,,,.
Dès le premier jour de la nouvelle occupation grecque, les non-musulmans abandonnent le port du fez, et de nombreux Turcs quittent la ville pour Constantinople et l'Asie mineure. La langue grecque est de nouveau largement utilisée, tandis que l'usage du turc diminue considérablement. De même, les églises byzantines, transformées en mosquées par les Ottomans, redeviennent des lieux de cultes chrétiens.
L'administration grecque se préoccupe particulièrement du sort des nombreux vestiges antiques de la ville, jusque-là négligés par les Turcs. Un service archéologique est mis en place immédiatement après l'entrée des Grecs dans la ville. Les antiquités sont stockées dans le hall du tribunal de la ville, puis rapidement en remplissent les caves. Si la création d'un musée archéologique devient évidente, sa fondation ne sera pas rendue possible par la seconde guerre balkanique et la Première Guerre mondiale.

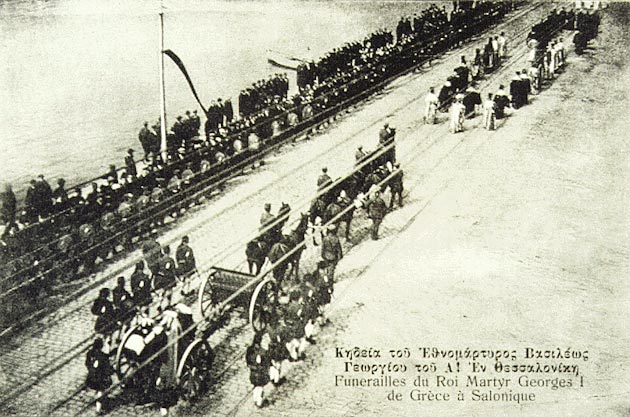
Funérailles du roi Georges Ier à Thessalonique.

La défaite des Turcs est entérinée par le traité de Londres qui partage la Macédoine entre la Grèce, la Serbie et la Bulgarie. Après l'armistice, chaque navire quittant Salonique pour l'Asie mineure emmène en moyenne 2 500 Turcs.
Le 5 mars(julien)/18 mars (grégorien), le roi Georges Ier de Grèce se promène jusqu'à la tour blanche. À son retour, il est agressé par un déséquilibré, Alexandre Skinas, qui le tue d'une seule balle. Après avoir été exposé dans une chapelle ardente, le corps embaumé du souverain est embarqué pour Athènes, où il est enterré à la résidence royale de Tatoi.

### La seconde guerre balkanique

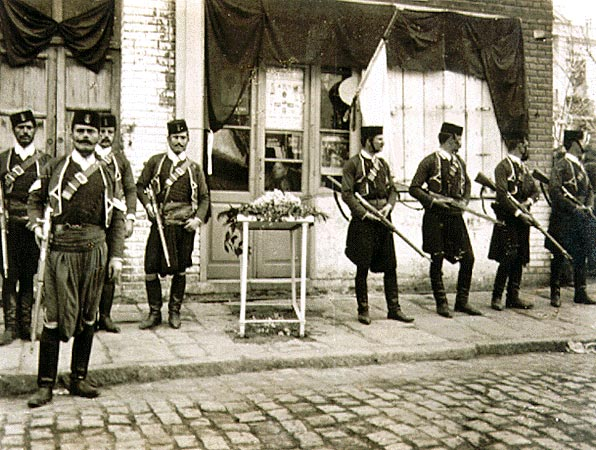
Gendarmes crétois à Thessalonique.

Thessalonique est, dès les négociations de paix, une pomme de discorde entre les alliés bulgare et grec qui la revendiquent tous deux. La Serbie a, elle aussi, des difficultés avec la Bulgarie. Serbes et Grecs ont donc signé un accord militaire le 12 mai 1913 prévoyant, pour le partage des territoires, une attitude commune face à la Bulgarie. Mais, le 30 juin 1913, c'est la Bulgarie qui passe à l'offensive en attaquant ses anciens alliés,.
Après quelques échauffourées isolées, les combats commencent entre troupes grecques (IIe Division de l'Armée grecque de Thessalie et 2 000 gendarmes crétois) et troupes régulières et irrégulières bulgares (dont le 3e bataillon du 14e régiment macédonien) dans Thessalonique le 30 juin (17 juin julien). À Thessalonique, contrairement aux autres endroits du front, ce sont les Grecs qui déclenchent les hostilités. La Grèce a en effet décidé de ne plus tolérer de troupes bulgares dans la ville. Celles-ci refusent de se replier alors qu'elles sont totalement isolées, en très grande infériorité numérique et à court de matériel (pas plus de 200 cartouches par fusil). Mais, le gouvernement bulgare leur a demandé de rester à tout prix (contre l'avis de l'état-major), afin de matérialiser les revendications bulgares sur la ville. Les Bulgares ne peuvent se défendre qu'avec leurs fusils et leurs baïonnettes contre les Grecs qui les attaquent au canon. Les Bulgares se fortifient dans des écoles, des casernes, des églises et d'autres bâtiments. Se retrouvant vite isolés et encerclés par l'armée grecque, leur résistance faiblit rapidement, d'autant que les Grecs n'hésitent pas à se servir de l'artillerie lourde directement en pleine ville. Ces combats font de nombreuses victimes civiles. Les Bulgares accusent plus tard les troupes grecques d'avoir profité du désordre pour massacrer des civils bulgares qui habitent la ville. Le 1er juillet (18 juin julien), la IIe Division, après avoir combattu toute la nuit, réussit à obliger 1 260 hommes de troupes, 19 officiers et 80 komitadjis à se rendre. Les Bulgares admettent 237 morts et une centaine de blessés ; les Grecs 18 morts et 13 blessés. La Division II, grecque, fait prisonnier un peu plus de 1 300 hommes, dont des komitadjis, ainsi que de nombreux civils. Ils sont embarqués pour l'île de Tríkeri, bagne situé près de Volos, et tous les biens bulgares sont mis sous séquestre, ce qui marque la fin de cette communauté prospère,,,,. La guerre se déplace ensuite vers le nord.

### La Première Guerre mondiale

#### Une neutralité difficile

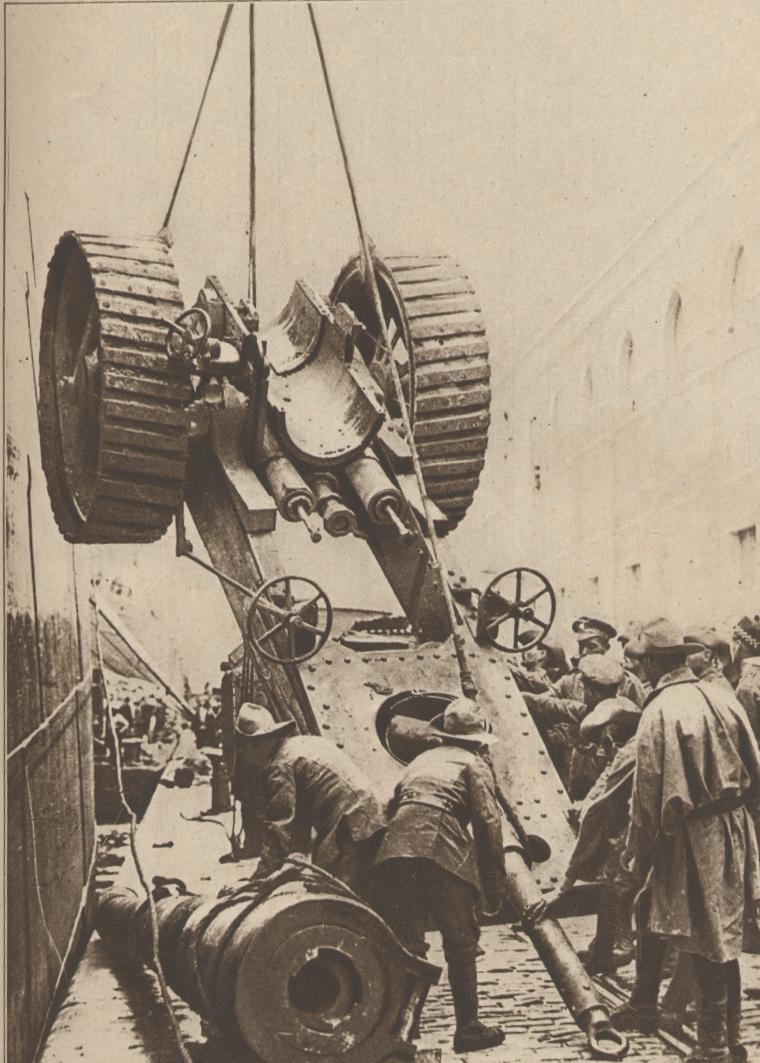
Une pièce d'artillerie déchargée d'un navire allié.

La Première Guerre mondiale intervient au moment où Thessalonique commence à s'intégrer à l'État grec. Au début du conflit, la Grèce est un pays neutre, mais les grandes puissances essaient d'obtenir la participation de la Grèce au conflit. Le pays traverse alors une grave crise intérieure avant de choisir son camp : chacun des adversaires a de fortes positions dans le pays. Les puissances centrales ont pour elles la Cour royale grecque, avec le roi Constantin Ier de Grèce qui est marié à la sœur de Guillaume II d'Allemagne. L'Entente est soutenue par Elefthérios Venizélos.
Avant même l'engagement de la Grèce dans le conflit, les effets de la guerre se font sentir sur la ville. Ainsi, le prix du pain ou d'autres produits de première nécessité augmentent.

#### L’occupation alliée
À la suite de leur défaite aux Dardanelles, les forces alliées évacuent à l'automne 1915. Une partie des troupes est envoyée au secours de la Serbie. Elles s'embarquent pour Thessalonique, qui constitue une base logique pour réaliser leur objectif. De plus, Venizélos a besoin de l'aide militaire de l'Entente pour tenir les engagements de l'alliance avec la Serbie. Il passe alors un accord avec l'Entente et obtient l'envoi de 150 000 soldats à Thessalonique. Le 5 octobre 1915, il autorise les Alliés à débarquer dans la ville. Ils arrivent dès le lendemain et, dix jours plus tard, le général Sarrail vient en prendre le commandement.
Le port de Thessalonique, où sont déchargés tous les biens nécessaires à la guerre, connaît alors une affluence sans précédent, accueillant les navires de l'Entente ou les missions de la Croix-Rouge, et voit passer des milliers de blessés en provenance de Serbie. Tout ceci donne déjà à la ville un air d'arrière-front,. C'est là que les intendances militaires installent les hôpitaux, les camps arrières et les aérodromes militaires.
Fin octobre et début novembre, les troupes franco-britanniques tentent, depuis Thessalonique, de porter secours à la Serbie attaquée par la Bulgarie, mais en vain. Le général Sarrail se replie sur la ville où les renforts ne cessent de lui parvenir. L'objectif est maintenant de s'y maintenir en vue de futures opérations : les troupes de l'Entente commencent donc à s'y retrancher le 12 décembre 1915. En effet, le roi Constantin ne veut pas d'elles sur son territoire et a annoncé son intention de les attaquer. Les forces franco-britanniques sont pratiquement assiégées dans la ville par les 12 000 hommes de l'armée grecque qui s'y trouvent aussi (plus 38 000 à l'ouest de la ville). À la fin du mois de janvier 1916, 125 000 soldats français et 100 000 Britanniques ont déjà débarqué. La ville se transforme en une place forte, se parant de fortifications et de tranchées, tout comme la région autour de la ville.

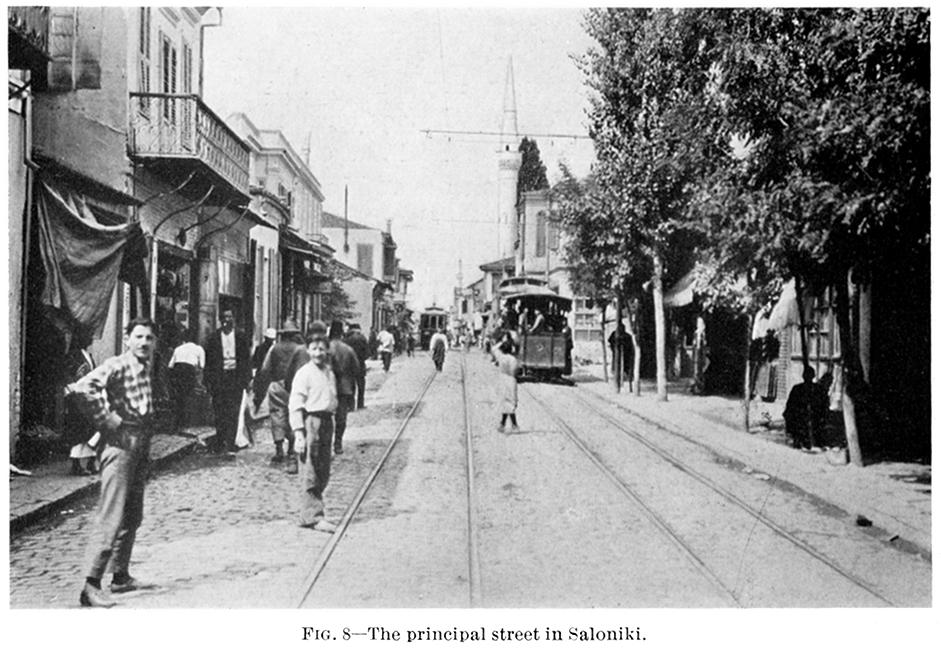
Rue principale de Thessalonique en 1916.

Lorsque l'armée serbe est écrasée par les forces autrichiennes et bulgares, 150 000 hommes avec 40 000 mulets et chevaux et des canons se replient à travers l'Albanie vers Corfou puis Thessalonique où ils arrivent en avril 1916. Il faut cependant que les forces franco-britanniques chassent les troupes grecques qui contrôlent le port où les sous-marins allemands sont autorisés à se ravitailler.

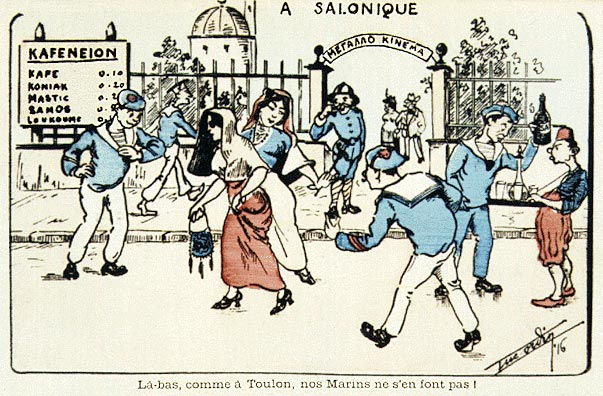
Caricature sur les soldats français à Thessalonique

Fin mai, un total de 400 000 hommes, soldats français, britanniques et serbes, est présent dans la ville, soumise à l'état de siège et d'où les autorités officielles grecques ont été expulsées sur ordre du général Sarrail. Un contingent italien rejoint la ville un peu plus tard. En avril 1916, le roi, germanophile, penchant du côté de la Triplice, autorise les Bulgares à avancer en Thrace et à y occuper un certain nombre de places fortes pour menacer les alliés et les empêcher de porter secours à la Roumanie. Quelques milliers de soldats grecs, obligés d'évacuer sur l'ordre de leur souverain, se replient à leur tour sur Thessalonique.

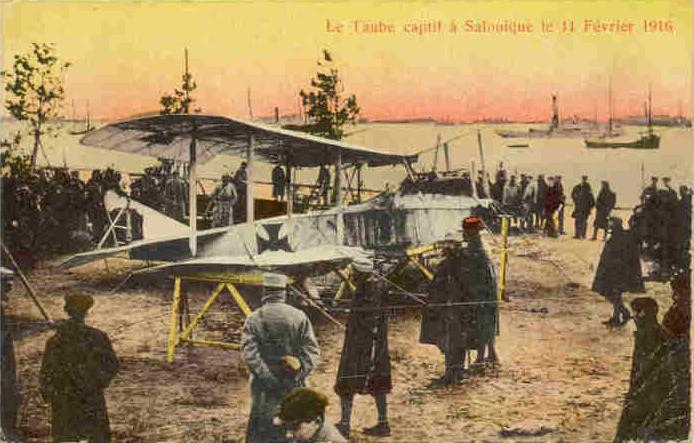
En 1916, un avion allemand, capturé par les Alliés est exposé près de la Tour Blanche

La présence des Alliés accentue un peu plus encore le côté cosmopolite de Thessalonique. Aux côtés des soldats européens, il faut noter aussi la forte présence de soldats venus d'Afrique, des Indes ou d'Asie.
Cet épisode entraîne d'importantes transformations politiques en Grèce.

#### Une nouvelle capitale pour la Grèce en guerre

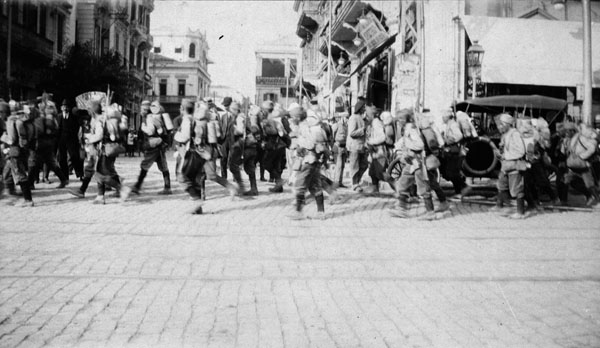
L'armée grecque marchant dans Thessalonique

La présence alliée dans la ville, l'évolution du conflit et l'entrée en guerre de la Roumanie poussent un certain nombre d'habitants de Thessalonique et des officiers grecs à se ranger du côté de l'Entente. Un « Comité de Défense Nationale » est créé le 17 août (julien) / 30 août (grégorien) 1916. Chassé du poste de Premier ministre pour avoir autorisé les Alliés à débarquer à Thessalonique, Venizélos quitte Athènes avec Pavlos Koundouriotis le 13/26 septembre pour la Crète. Ils rejoignent Thessalonique le 26 septembre / 9 octobre et entrent au « Comité de Défense Nationale ». Un « Gouvernement de défense nationale » est ensuite définitivement organisé.
Ce nouveau gouvernement s'installe rue de la Défense nationale (plus tard baptisée rue de la Reine Sophie). Thessalonique devient alors capitale d'une région en révolte, mais aussi le quartier général des Alliés qui soutiennent ce mouvement. La politique de l'Entente reste cependant prudente : les diplomates français et britanniques continuent à négocier avec le gouvernement « loyaliste » ou « royaliste » de Nikolaos Kalogeropoulos, tout en finançant le gouvernement de Venizélos à Thessalonique, sans pour autant lui accorder de reconnaissance officielle. La Grèce est alors, fin novembre 1916, coupée en trois : au sud la zone dépendant du gouvernement royal avec pour capitale Athènes ; au nord, celle du gouvernement provisoire (Thessalie et Épire, avec pour capitale Thessalonique) et entre les deux, une zone neutre contrôlée par les forces alliées pour éviter la guerre civile.
Le gouvernement met sur pied une armée grecque pouvant se ranger aux côtés des alliés et déclare la guerre à la Bulgarie le 11 novembre 1916. En avril 1917, la Grèce de Venizélos aligne 36 bataillons (40 000 hommes et 1 450 officiers) et onze navires de guerre, regroupés à Thessalonique. À ce moment, les troupes italiennes s'avancent en Épire et, depuis Thessalonique, les troupes françaises marchent sur Larissa. Le roi finit par abdiquer (le 12 juin) et Venizélos rentre à Athènes le 21 juin. Thessalonique perd alors son statut de capitale.

### Le grand incendie de 1917

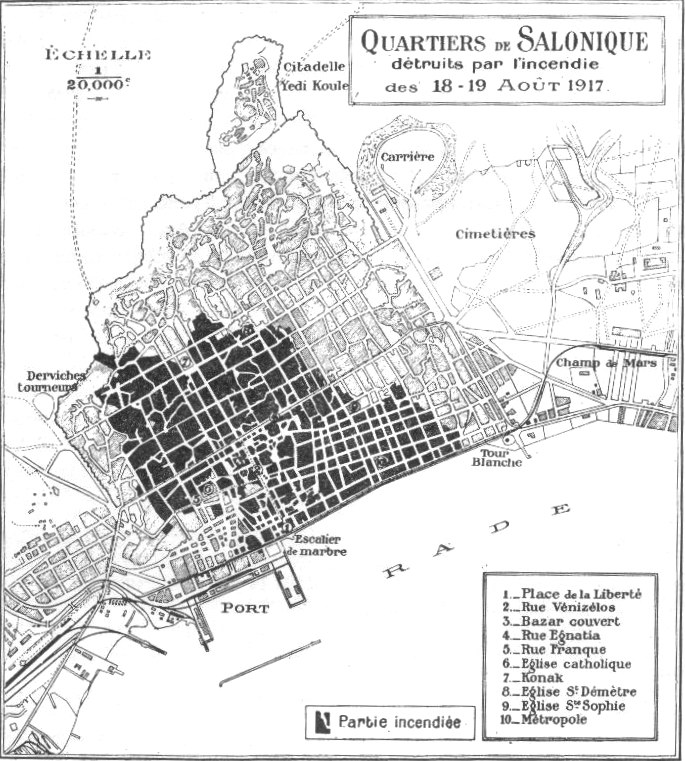
Carte de l'incendie de 1917.

En 1917, tout le centre de la ville est ravagé par un incendie catastrophique. Le feu prend le samedi 18 août vers 15 h dans le quartier de Mevlane situé entre le centre-ville et la ville-haute. Un vent violent déplace le feu vers les maisons voisines, puis vers l'ensemble de la ville. Au matin du 19, le vent change de direction et l'incendie détruit le centre commercial de la ville. Il s'éteint le soir du dimanche 19 août. En trente-deux heures, 120 hectares, 9 500 bâtiments sont détruits, laissant 72 000 personnes sans abri,,.

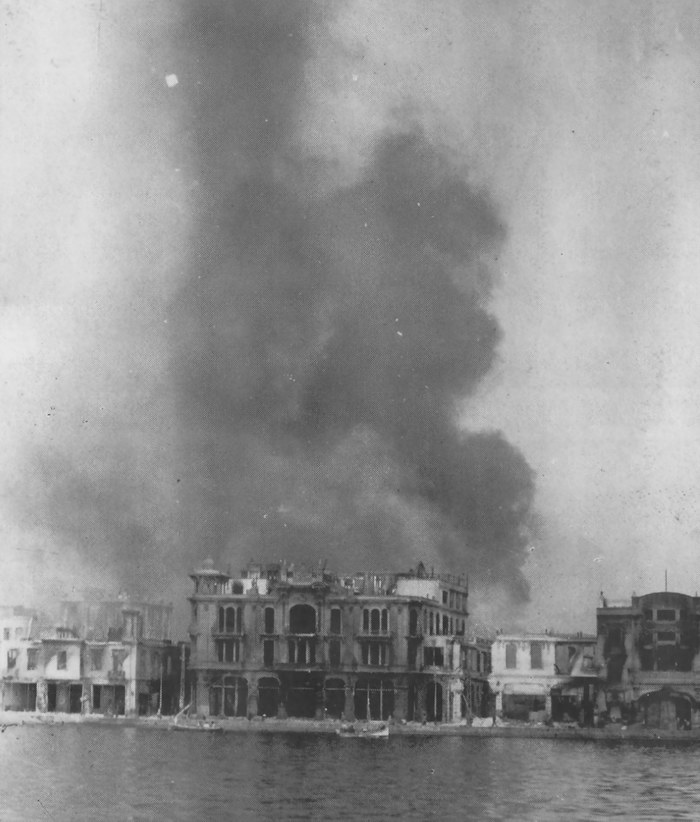
L'hôtel Splendid ravagé par l'incendie.

Les quantités d'eau à Thessalonique sont limitées. De plus, la ville n'est pas pourvue d'une brigade de pompiers. Seuls quelques pompiers travaillent à titre privé pour des compagnies d'assurance. Ils ne sont généralement pas ou peu entraînés et disposent de vieux équipements. Deux pompes à incendie modernes avaient été amenées à Thessalonique depuis Londres quelque temps auparavant, mais elles ne sont pas encore en service lorsque l'incendie commence. Elles entrent en action un jour après le début du feu, mais elles manquent d'efficacité.
Les Alliés interviennent, mais ne peuvent pas grand-chose contre l'incendie attisé par le vent. Un régiment britannique essaye d'installer un cordon de sécurité autour des quartiers qui brûlent, sans réelle efficacité. On tente aussi de détruire des bâtiments à la dynamite, sans plus d'effet. Dans l'après-midi du premier jour, un détachement de militaires français fait exploser trois maisons autour du Diikitirion (préfecture) pour créer une zone de sécurité. Puis, ils se retirent. Les bâtiments des douanes sont sauvés du feu par les soldats français.
Environ 72 500 personnes sont touchées par l'incendie. Les différentes communautés sont ainsi touchées : 50 000 Juifs, 12 500 orthodoxes, 12 000 musulmans. L'aide aux victimes se met en place les jours suivant l'incendie. Les autorités grecques construisent 100 maisons pouvant loger 800 familles. Les autorités britanniques établissent trois campements avec 1 300 tentes qui hébergent 7 000 personnes. Les Français établissent un campement permettant de loger 300 familles. Les Croix-Rouge française, britannique et américaine distribuent de la nourriture aux sinistrés (30 000 repas par jour). Beaucoup de Juifs, d'abord les plus pauvres ayant tout perdu, quittent la ville pour l'Europe occidentale, principalement la France, l'Italie, les États-Unis voire la Palestine, mais environ 5 000 Grecs rejoignent aussi leur famille à Athènes ou Volos.
Le feu détruit 32 % de la superficie totale de la ville, soit environ un kilomètre carré, entre les rues Aghiou Dimitriou, Leontos Sofou, Nikis, Ethnikis Amynis, Alexandrou Svolou, et Egnatia. Cette zone est appelée pirikaystos zoni, (πυρίκαυστος ζώνη, « zone incendiée ») dans des documents officiels et simplement kammena, (καμμένα, « incendiée ») dans le langage populaire. Les dégâts matériels sont alors estimés à plus de huit milliards de livres-or.
Parmi les bâtiments incendiés, on trouve le bureau de poste, la mairie, les compagnies du gaz et de l'eau, la Banque ottomane, la Banque Nationale, les dépôts de la Banque de Grèce, une partie de l'église Saint-Démétrios, deux autres églises orthodoxes, douze mosquées, le siège du Grand Rabbin et ses archives et seize des trente-trois synagogues.

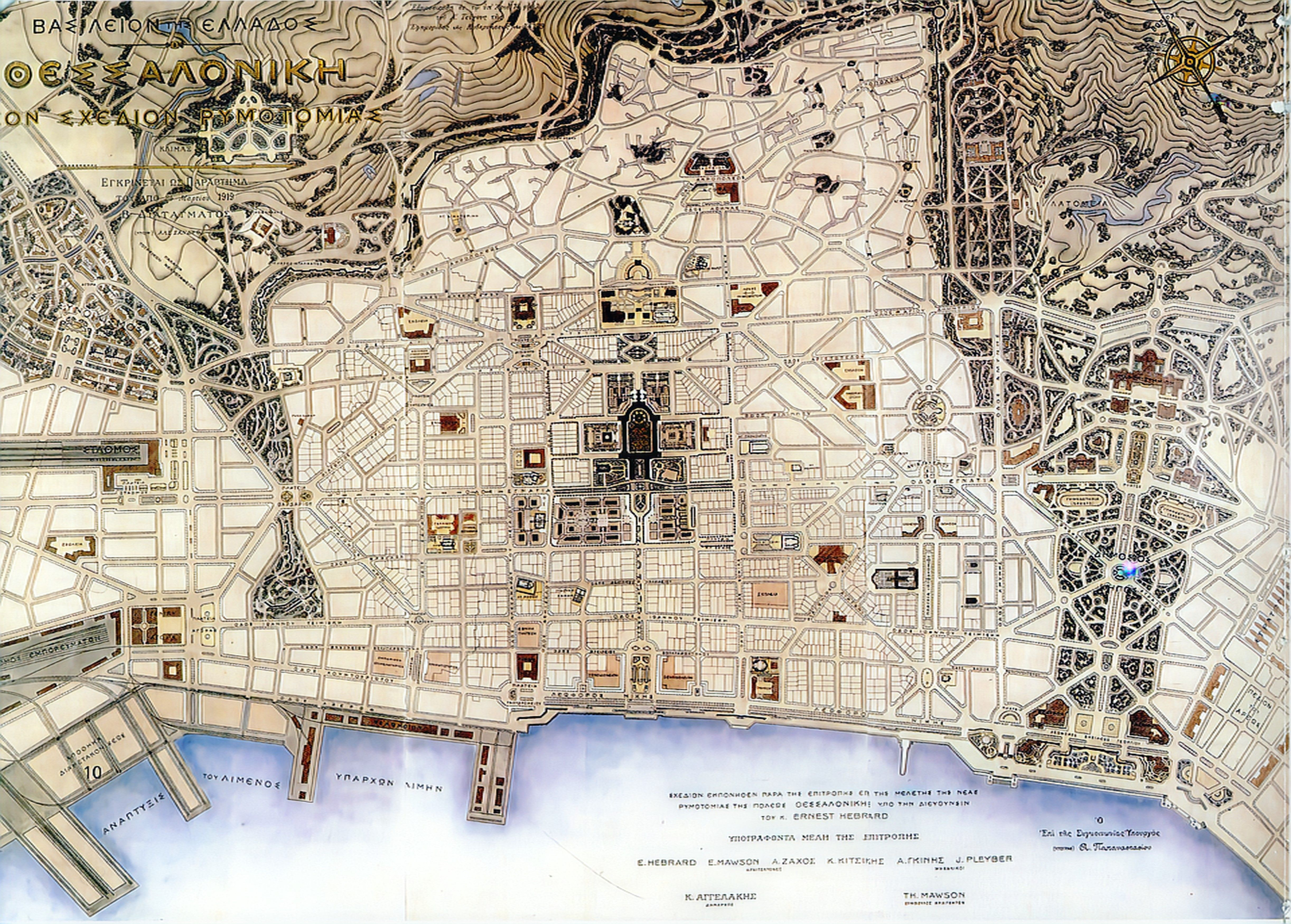
Plan de la nouvelle Thessalonique par Ernest Hébrard.

Elefthérios Venizélos interdit la reconstruction de la ville tant qu'un nouveau plan établissant une ville moderne n'est pas élaboré. Le gouvernement grec décide d'exproprier la zone incendiée qui appartient à 4 101 propriétaires dont les 3/4 sont grecs. Le nouveau plan urbain introduit en Grèce les tracés classiques, axes et diagonales, la hiérarchie du réseau routier, la centralisation des services administratifs, la mise en valeur des monuments et la préservation des quartiers pittoresques,.

### L'armistice de Thessalonique
Entre le 29 et le 31 mai 1918, les troupes grecques et françaises parties de Thessalonique remportent une éclatante victoire sur la Bulgarie à la bataille de Skra-di-Legen. Elles prennent alors un front de 12 km et occupent tous les observatoires des cimes. Surtout, elles font prisonniers le 49e régiment bulgare avec ses 33 officiers et capturent également l’ensemble des conseillers allemands présents.
En septembre, les troupes de la Grèce et de l’Entente mènent de nouvelles offensives contre Sofia. Les 14 et 15 septembre, les forces serbes et françaises remportent ainsi la bataille de Dobro Polje, en Macédoine. Quelques jours plus tard, les 18 et 19 septembre, Grecs et Britanniques livrent la troisième bataille de Doiran, en Thrace. Bientôt, Sofia n’est plus en mesure de poursuivre les combats et la Bulgarie signe un armistice avec les alliés le 29 septembre, à Thessalonique.

### L’afflux des réfugiés

Origine géographique de la population de Thessalonique en 1928, à cette époque la majorité de la population provient d'Asie mineure ou du reste de la Grèce, les autochtones devenant minoritaires.

Avant même la Grande Catastrophe, la Grèce connaît un premier afflux de réfugiés venus du Caucase et des côtes de la mer Noire. L'idée du gouvernement Venizélos est de les installer dans les territoires accordés par le traité de Sèvres : les côtes de l'Asie mineure pour définitivement les helléniser. Ces populations sont d'abord concentrées à Thessalonique avant d'être envoyées en « Ionie ». Dès 1919, plusieurs milliers de futurs colons arrivent dans la ville.
Cependant la défaite électorale des vénizélistes aux élections législatives de 1920 amène au pouvoir les royalistes partisans de Constantin Ier. Ils défendent le concept d'une « petite Grèce, mais honorable » à l'opposé de la « Grande Grèce embrassant deux continents et cinq mers » de Venizélos. La colonisation de l'Asie mineure est abandonnée, sans que quoi que ce soit ait été fait pour les populations arrivées à Thessalonique, mais aussi sans que le transport des réfugiés depuis le Caucase soit arrêté. Le mouvement s'accélère même quand les kémalistes d'un côté et les bolchéviques de l'autre expulsent les Grecs. Les kémalistes le font pour des raisons de « purification ethnique » et les Russes soviétiques parce que la Grèce s'est rangée du côté des Armées blanches.
En mars 1920, la Croix-Rouge installe à Thessalonique cinq camps de réfugiés (dont certains étaient les baraquements des troupes alliées installées dans la ville pendant la guerre) pour 20 000 personnes, hommes, femmes et enfants dans l'état de dénuement le plus complet. Le taux de mortalité dans ces populations malnutries et en proie aux maladies contagieuses (typhus principalement) est très élevé. Les efforts de la Croix Rouge permettent la création d'abord d'un dispensaire dans la ville, puis d'un hôpital de 500 lits. La Grèce ne disposant pas d'infirmières en nombre suffisant, certaines des réfugiées sont sommairement formées et deviennent aides-soignantes. De la nourriture, des vêtements et des médicaments arrivent à Thessalonique. En mars 1921, la situation des réfugiés s'est améliorée, lorsque quatre vapeurs transportant 13 000 nouveaux réfugiés arrivent en avril.

### La Seconde Guerre mondiale

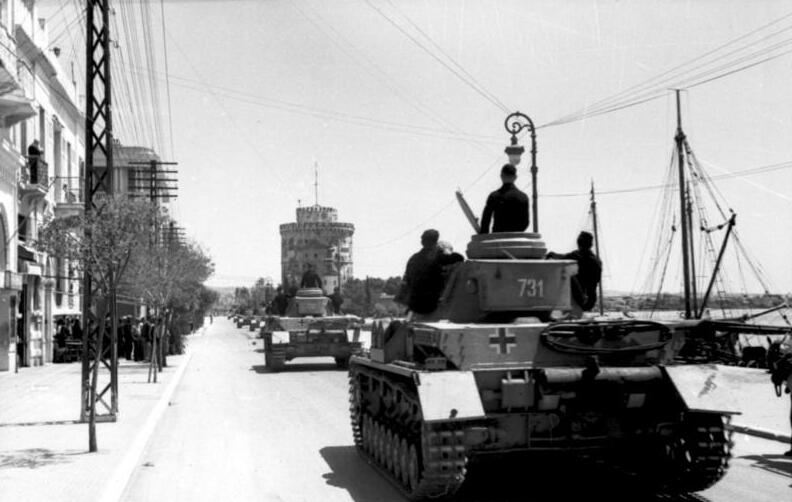
Chars allemands dans Thessalonique (1941)

Lors de la guerre italo-grecque de l'hiver 1940-1941, Thessalonique est bombardée sans relâche par l'aviation italienne qui fait de nombreuses victimes. Trois jours après leur attaque du 6 avril 1941, les Allemands entrent dans la ville. Ils y installent leur quartier général lors de leur occupation du pays.
Comme le reste de la Grèce, la ville souffre de la famine lors de l'hiver rigoureux de 1941-1942. Une soupe populaire est installée dans la ville par des religieuses françaises afin de secourir les populations, mais aussi les nombreux soldats grecs démobilisés et tous les réfugiés (qui ont principalement fui la zone d'occupation bulgare) présents dans la ville. Cependant, on compte un grand nombre de morts par malnutrition. Le marché noir se développe alors, à tous les niveaux : les soldats allemands vendent à prix d'or (littéralement) leurs rations et toutes sortes de produits qu'ils peuvent faire venir d'Allemagne ; le président de l'Association des commerçants de la ville est arrêté et jugé dès 1942 (et acquitté malgré les protestations populaires) pour trafic de nourriture et de matières premières ; le gouverneur-général de Macédoine, ainsi que le président de la Chambre de commerce de la ville, et divers autres notables, sont soupçonnés des mêmes malversations. Mais, à l'image du président de l'Association des commerçants, tous les accusés, même ceux du bas de l'échelle, sont relaxés par les tribunaux,.
Toute l'évacuation de la Grèce, à l'été 1944, se fait via Thessalonique. La marine et l'aviation allemandes y amènent d'abord les troupes avant leur mouvement vers le nord. La ville, concentrant les troupes allemandes est alors bombardée par cinquante avions alliés dans la nuit du 14 au 15 septembre 1944. Les troupes de l'ELAS entrent triomphalement dans la ville à la mi-octobre, malgré l'ordre contraire donné par la hiérarchie. Elles y pratiquent principalement la chasse aux collaborateurs, mais aussi le nettoyage des rues, piégées par les Allemands avant de se replier. Quelques jours plus tard, elles sont rejointes par un détachement de la 7th Indian Infantry Division. Contrairement aux événements d'Athènes, à Thessalonique, les troupes grecques et britanniques travaillent ensemble, malgré un climat de suspicion mutuelle. Par contre, la ville est touchée par la première guerre civile de l'hiver 1944-1945. En réponse aux arrestations et exécutions par les troupes britanniques, des centaines de « bourgeois », « réactionnaires » et « ennemis du peuple » sont arrêtés, décrétés otages et emmenés dans les montagnes où ils disparaissent définitivement.

### Persécution et extermination des Juifs

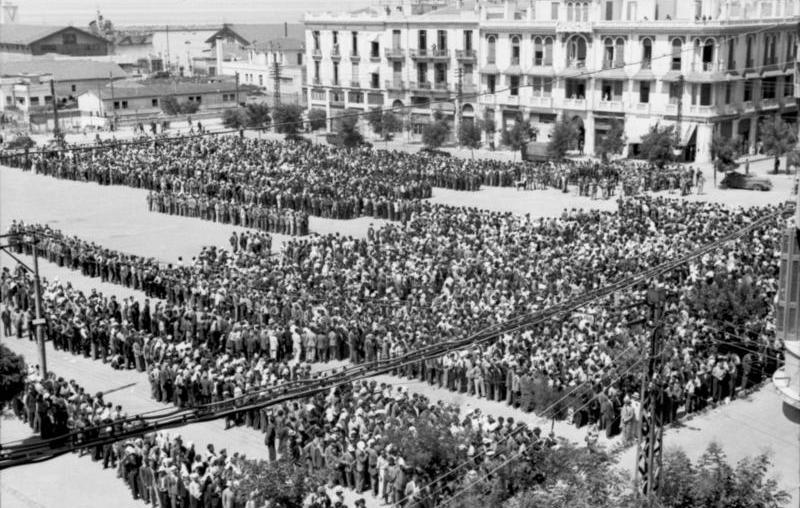
Le rassemblement des Juifs de Salonique (juillet 1942).

Les Juifs de Salonique sont la principale communauté séfarade touchée par la Shoah. On estime que 98 % de la communauté a été exterminée.
Dans un premier temps les Allemands ne prennent que peu de mesures restrictives à l'égard des Juifs interdisant néanmoins la presse juive, l'accès des Juifs aux cafés et réquisitionnant certains édifices appartenant à des Juifs. Par ailleurs une commission se livre à la collecte de nombreuses archives de la communauté expédiées en Allemagne. L'occupant contribue aussi de diffuser l'antisémitisme au sein de la population grecque-orthodoxe encourageant la publication de journaux antisémites.
Un tournant important a lieu en juillet 1942 quand les hommes de la communauté sont sommés de se rendre sur l'une des places de Salonique afin de se faire enregistrer et doivent y rester la journée durant, soumis à de multiples humiliations. Peu après certains d'entre eux sont expédiés à l'extérieur de la ville et soumis à des travaux forcés dans des conditions très dures. La communauté entreprend de payer une rançon exorbitante pour les faire libérer et, ne parvenant pas à réunir toute la somme requise, doit de surcroît céder les terrains de son vaste cimetière à l'occupant qui espère ainsi se concilier la municipalité grecque orthodoxe qui, depuis longtemps, veut récupérer ces terrains qui gênent la croissance urbaine de Thessalonique.
En février 1943, Alois Brunner et Dieter Wisliceny sont envoyés par le régime nazi pour mener à bien la déportation des Juifs qui a commencé ailleurs en Europe. Le port de l'étoile jaune est rendu obligatoire et l'on entreprend la construction de plusieurs ghettos où les Juifs sont confinés. Les déportations débutent dès mars 1943 en direction du camp d'extermination de Birkenau, où la majorité des Juifs est immédiatement gazée, tandis que certains sont victimes d'expérimentations et d'autres envoyés dans les sonderkommando. Les Juifs de nationalité italienne, sous la protection de leur consul, parviennent à gagner la zone italienne depuis Salonique, tandis que les Juifs espagnols et les notables de la communauté envoyés dans le camp de concentration de Bergen-Belsen ont la vie sauve. Très peu de Juifs saloniciens parviennent à se cacher ou à s'enfuir durant la guerre. Dans l'immédiat après-guerre, on recense moins de 2 000 Juifs dans la ville, contre 50 000 avant-guerre.

## Thessalonique contemporaine

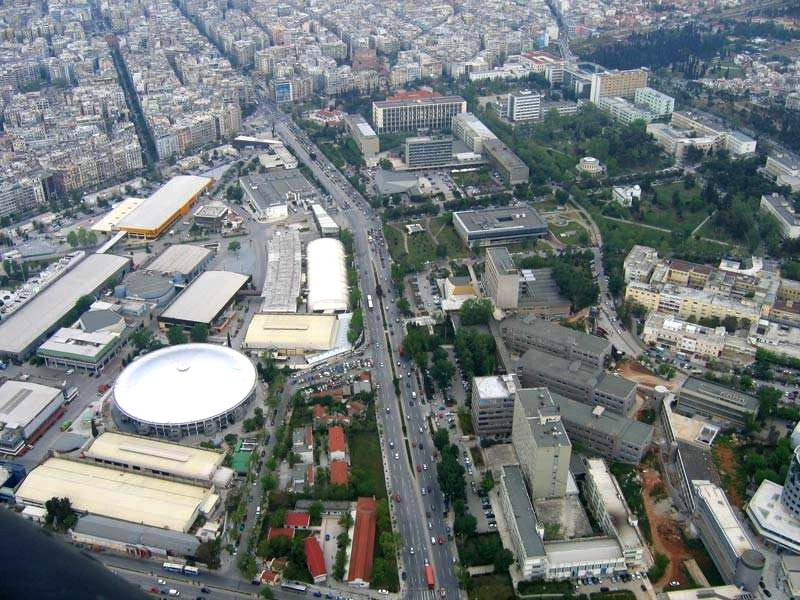
La Foire internationale de Thessalonique (à gauche).

Après la Seconde Guerre mondiale et le début de la guerre froide, la ville connaît des difficultés. Le rideau de fer la coupe de son hinterland : toutes les routes commerciales qui avaient fait sa fortune (vers la Bulgarie ou la Yougoslavie et au-delà) sont interrompues. Les mauvaises relations avec la Turquie coupent une route supplémentaire. Thessalonique n'est donc plus qu'une impasse.
Dans les années 1950, la ville connaît une transformation urbanistique encore plus importante que la réorganisation après le grand incendie de 1917, principalement dans la ville basse. Ainsi, l'université Aristote, fondée en 1925, s'agrandit et le campus actuel prend forme. La Société des études macédoniennes est fondée à Thessalonique dans le but de promouvoir l'art et la littérature de Macédoine. Sont également créés le Centre d'études balkaniques (1953) et les Archives historiques de Macédoine (1954). Le musée archéologique de Thessalonique ouvre ses portes en 1962.
En 1960 est créée la « Semaine du cinéma grec » qui devint en 1966 le « Festival du cinéma grec ». En 1992, il prit son nom définitif de « Festival international du film de Thessalonique » avec une section réservée au cinéma grec.
En 1963, le député Gregoris Lambrakis est assassiné à Thessalonique, avec sans doute la complicité de la police, quelques années avant l'arrivée au pouvoir de la dictature des colonels. Vassilis Vassilikos s'inspire de cet épisode politique dans son roman Z, que Costa-Gavras a adapté à l'écran en 1969.
La nouvelle promenade et le stade Kaftandjogleion sont construits, tandis que les avenues Egnatia, du roi Georges ou celle de la reine Olga sont reconstruites. Les vieux tramways de la ville sont retirés et remplacés par des bus.
En 1979, le Musée macédonien d'art contemporain ouvre ses portes. En 2007, la ville présente sa première Biennale d'art contemporain.
En 1997, Thessalonique est la capitale européenne de la culture.
C'est à Thessalonique, du 19 au 21 juin 2003, que s'est tenu le Conseil européen de Thessalonique, dernier conseil européen en dehors de Bruxelles.
La Foire internationale de Thessalonique (en), héritière des foires de la Saint-Dimitri du Moyen Âge est recréée en 1926. Une bonne partie de ses halls d'exposition, sur 180 000 m2, proche de l'université Aristote, est située sur l'ancien cimetière juif de Salonique. Plus grand centre d'exposition du pays, elle accueille aussi les plus grandes manifestations commerciales. En 2005, Thessalonique compte 125 hôtels, mais surtout, 9 établissements 5 étoiles totalisant 1 200 chambres et 15 établissements 4 étoiles (1 500 chambres). À titre de comparaison, les 32 hôtels 2 étoiles n'offrent que 1 300 chambres. On voit bien ici que la ville est avant tout un centre d'affaires et une grande foire internationale, plutôt qu'une destination touristique.

#### Sources anciennes
| - Jean Anagnostès, « Bref récit de la dernière prise de Thessalonique », dans P. Odorico, Thessalonique, Chroniques d'une ville prise, Toulouse, Anacharsis, 2005 (ISBN 2914777183), p.255-295. - Jean Caminiatès, « Sur la prise de Thessalonique », dans P. Odorico, Thessalonique, Chroniques d'une ville prise, Toulouse, Anacharsis, 2005 (ISBN 2914777183), p.55-138. - Pierre Daru, Histoire de la République de Venise., Firmin Didot, 1821. Tomes 2 et 8. - (en) Ernest De Witte Burton, « Notes on Thessalonica. » in The Biblical World., vol. 8, no 1, juillet 1896. - * Eustathe de Thessalonique, « Relation sur la dernière — plaise à Dieu — prise de Thessalonique », dans P. Odorico, Thessalonique, Chroniques d'une ville prise, Toulouse, Anacharsis, 2005 (ISBN 2914777183), p.139-254. | - La France héroïque et ses alliés, Larousse, 1919, tome 2. - P. Lemerle, Les plus anciens recueils des miracles de Saint Démétrius et la pénétration des Slaves dans les Balkans, Le Monde byzantin, 8, Paris, 1979-1981 (2 vol.). - (en) James B. Macdonald, « The Story of Saloniki. », Current History New York Times Publications, vol. 6 no 1, avril 1917. - (en) Henry Petty-FitzMaurice, Marquis of Lansdowne, « The Troops at Saloniki », Current History, New York Times Publications, vol. 3 no 3, décembre 1915. - Guide de Salonique., 7e édition, Librairie Radium Éditeur, Salonique, 1918. - (en) Henry Alden Shaw, « Greek Refugees from the Caucasus and the Work of the American Red Cross at Salonique. »,Journal of International Relations, vol. 12, no 1, juillet 1921. |

#### Ouvrages récents

##### Ouvrages généraux
- Georges Contogeorgis, Histoire de la Grèce, Paris, Hatier (coll. Nations d'Europe), 1992, 477 p. (ISBN 2-218-03841-2)
- (en) Richard C. Hall, The Balkan Wars 1912-1913 : Prelude to the First World War, Londres et New York, Routledge, 2000 (ISBN 0-415-22946-4)
- Robert Mantran, Histoire de l'Empire ottoman, Paris, Fayard, 1989, 810 p. (ISBN 2-213-01956-8)
- (en) Mark Mazower, Salonica, City of Ghosts : Christians, Muslims and Jews, 1430-1950, Londres, New York, Toronto et Sydney, Harper Perennial, 2005, 525 p. (ISBN 0-00-712022-2)
- (en) Apostolos Vacalopoulos, A History of Thessaloniki, Thessalonique, Institute for Balkan Studies, 1972
- Apostolos Vacalopoulos, Histoire de la Grèce moderne, Paris, Horvath, 1975, 330 p. (ISBN 2-7171-0057-1)

##### Époque hellénistique et romaine
| - (en) P. Adam-Véléni, Μελέτες γιά τήν αρχαία Θεσσαλονίκη, Thessalonique,‎ 1985 - (en) D. V. Grammenos, Roman Thessaloniki, Archaeological Museum of Thessaloniki, Thessalonique, 2003. (ISBN 960-214-097-6) - (en) M. Hatzopoulos, « Macedonian Institutions Under the Kings », Meletimata, vol. 22,‎ 1996. - F. Papazoglou, « Les villes de Macédoine à l'époque romaine », Supplément du Bulletin de Correspondance Hellénique, vol. XVI,‎ 1988, p. 189-212. | - (el) G. Vélénis, « Πολεοδομικά Θεσσαλονίκης », Το Αρχαιολογικό Έργο στη Μακεδονία και Θρακή, 10B, 1996, 491-498. - (en) M. Vickers, « Hellenistic Thessaloniki », The Journal of Hellenic Studies, 92, 1972, 156-170. - (de) Chr. Vom Brocke, Stadt des Kassander und Gemeinde des Paulus : eine frühe christliche Gemeinde in ihrer heidnischen Umwelt, Tübingen, 2001. - (el) M. Vitti, « Η Πολεοδομική εξέλιξη της Θεσσαλονίκης », Bibliothèque de la société archéologique d'Athènes, vol. 160,‎ 1996 (ISBN 960-7036-62-X) |

##### Époque paléochrétienne et byzantine
| - (en) Charalambos Bakirtzis, « The Urban Continuity and Size of Late Byzantine Thessalonike », in Dumbarton Oaks Papers, Vol. 57, Symposium on Late Byzantine Thessalonike., 2003. - Christophe Giros, « Présence Athonite à Thessalonique, XIIIe-XVe Siècles », Dumbarton Oaks Papers Symposium on Late Byzantine Thessalonike., vol. 57,‎ 2003 - (en) T. Gregory, « Thessalonike » in (en) Alexander Kazhdan (dir.), Oxford Dictionary of Byzantium, t. 3, New York et Oxford, Oxford University Press, 1991, 1re éd., 3 tom. (ISBN 978-0-19-504652-6 et 0-19-504652-8, LCCN 90023208), p. 2071-2073. - R. Janin, Les Églises et les monastères des grands centres byzantins : Bithynie, Hellespont, Latros, Galèsios, Trébizonde, Athènes, Thessalonique, Paris, Institut français d'études byzantines, 1975. - (en) E. Kourkoutidou-Nikolaïdou, Wandering in Byzantine Thessaloniki, Thessalonique, 1997. - (en) A. Laiou, « Thessaloniki and Macedonia in the Byzantine period », Byzantine Macedonia, Identity, Image and History, Melbourne, 2000, 1-11. - (fr) Katia Loverdou-Tsigarida, « Thessalonique, Centre de Production D'objets D'arts au XIVe siècle », in Dumbarton Oaks Papers, Vol. 57, Symposium on Late Byzantine Thessalonike., 2003. | - E. Malamut, « Thessalonique 830-904 », Zwischen Polis, Provinz und Peripherie, Beiträge zur byzantinischen Geschichte und Kultur, L. M. Hoffman, A. Monchizadeh, Wiesbaden, 2005, 159-190. - E. Malamut, J.-P. Grélois, « Le port de Thessalonique », Ports maritimes et ports fluviaux au Moyen Âge, XXXVe Congrès de la SHMS, Paris, 2005, 131-147. - J.-M. Spieser, « Thessalonique et ses monuments du IVe au VIe siècle. Contribution à l'étude d'une ville paléochrétienne », BEFAR, no 254,‎ 1984. - (en) A.-M. Talbot, Symposium on Late Byzantine Thessaloniki, Dumbarton Oaks Papers 57, 2003. - (en) Ch. Bakirtzis, « The Urban Continuity and Size of Late Byzantine Thessalonike », ibid. 35-64. - O. Tafrali, Thessalonique des origines au XIVe siècle, Paris, 1919. - H. Torp, « Thessalonique paléochrétienne. Une esquisse », Aspects of Late Antiquity and Early Byzantium, Istanbul, 1993, 113-132. - (el) G. Vélénis, Τa τείχη της Θεσσαλονίκης από τον Κασσάνδρο ως τον Ηρακλείο, Thessalonique,‎ 1998 - (it) M. Vitti, « Tessalonica : bilanci e aggiornamenti », Journal of Ancient Topography 8, 1998, 151-177. |

##### Époque ottomane
- M. Mazower, Salonica, city of Ghosts: Christians, Muslims and Jews, 1430-1950, Vintage Book USA, 2006.
- N. Svoronos, Le Commerce de Salonique au XVIIIe siècle., PUF, 1956.

##### Époque contemporaine
- An Index of events in the military history of the greek nation., Hellenic Army General Staff, Army History Directorate, Athènes, 1998. (ISBN 960-7897-27-7)
- Lars Baerentzen, « The German Withdrawal from Greece in 1944 and British Naval "Inactivity". », Journal of Modern Greek Studies, vol. 5, n°2, octobre 1987.
- (en) Collinson Owen, Salonica and After : The Sideshow That Ended the War, Richardson, 2009, 332 p. (ISBN 978-1-115-40805-9)
- (en) Mark Mazower, Inside Hitler's Greece : The Experience of Occupation, 1941-1944, New Haven et Londres, Yale University Press, 1993, 437 p. (ISBN 0-300-08923-6, lire en ligne)
- Gilles Veinstein, Salonique 1850-1918 : La « ville des juifs » et le réveil des Balkans, Paris, Autrement, 2001, 294 p. (ISBN 2-86260-356-2)